# 保时捷
斐迪南·保时捷榮譽工學博士股份有限公司（德語：Dr Ing. h.c. F. Porsche AG），簡稱保时捷，是德国福斯集團旗下的汽车品牌，其总部位于斯圖加特市，由斐迪南·保時捷創辦。保時捷主要以製造跑車及參與賽車運動聞名。原為保時捷控股擁有，現透過福斯集團間接控股。
德國保時捷在20世紀被認為是和義大利的法拉利跟後來英國的麥拉倫鼎足的世界三大跑車生產商之一。保時捷控股公司擁有福斯集團過半股權為最大股東，擁有100%股東表決權，但與福斯集團營收分別計算（參見:大众集团#2000年至今）。
近年來車款多元化後，保時捷不只銷售量高於法拉利成為世界最大跑車製造商，實際巨額利潤和廠房規模，已經超過其他傳統名牌超跑廠商總和。現在保時捷公司規模和營業額，接近同集團的奧迪、超過蘭吉雅，躋身一線汽車企業的行列。目前保時捷並非專做跑車，而是像美國的雪佛蘭或道奇是以跑車或超跑聞名，而兼做各種家用車的跨國公司。

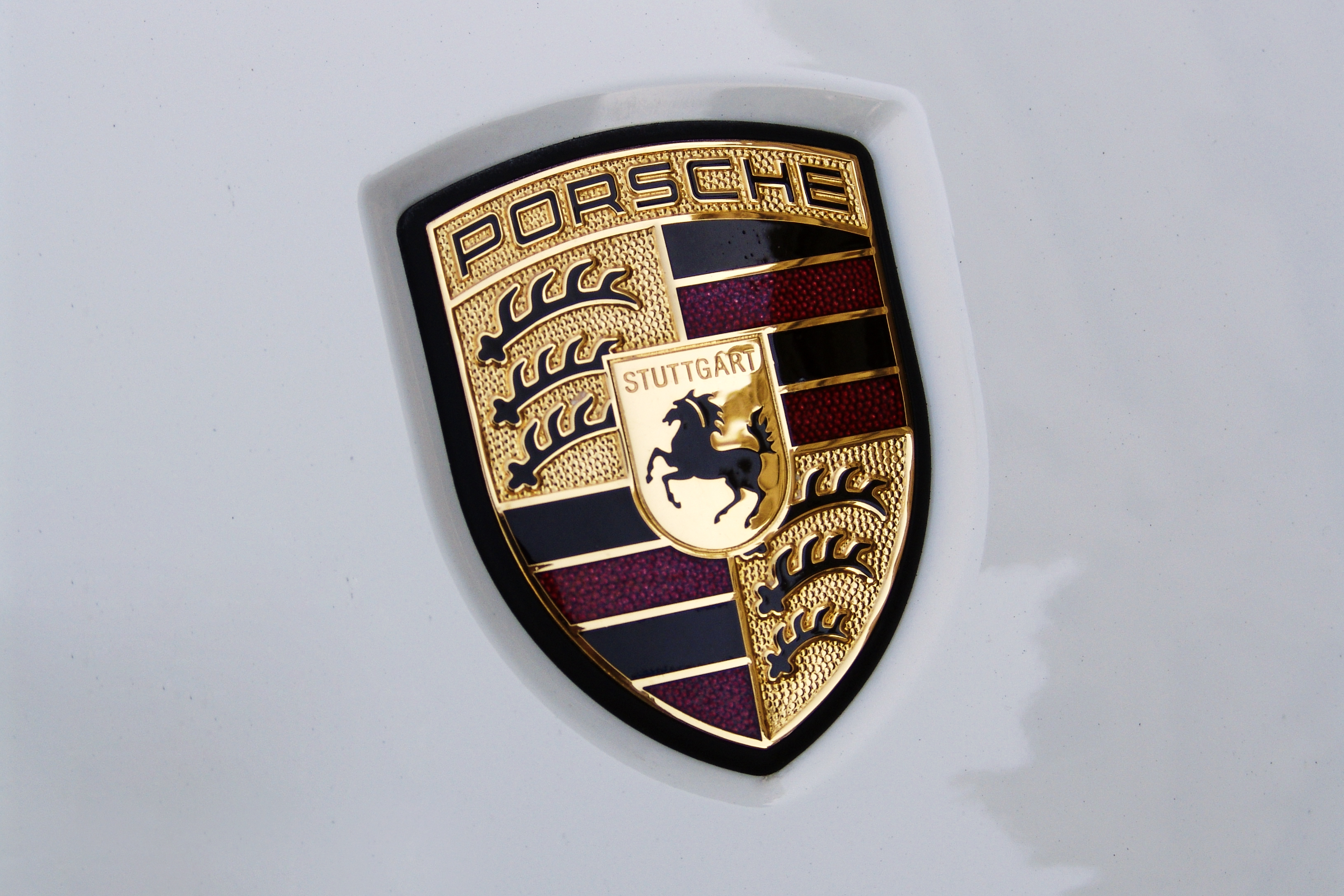
保時捷商標

## 歷史
由設計出福斯金龜車的工程師斐迪南·保時捷在1931年成立事務所。二戰時期是著名德國虎II戰車初期型炮塔的設計及生產商。1948年9月由兒子費里·保時捷擴展成汽車製造商，其後斐迪南繼續從事設計的工作。1971年，雖然保時捷家族仍然是大股東，但是漸漸的從經營線退出。當時的工程師斐迪南·皮耶（斐迪南·保時捷的外孫，之後成為福斯汽車董事會主席）與設計師斐迪南·亞歷山大·保時捷，（ 斐迪南·保時捷的內孫，菲力之子）也雙雙離開公司。
2005年取得了歷史淵源深厚的大众集团（VW AG）20%的股份。2008年11月時，持有的大众集團股份約為43%，但是為了在之後可取得必要的權利，在事實上已經等於收購的狀況下，決定要持有約75%的大众股份。不過由於資金的周轉困難到2009年年初只買下福斯集團（VW AG）勉強過半數股權，保時捷控股公司(Porsche SE)決定把旗下保時捷汽車(Porsche AG)的股權轉賣給福斯集團。
預定在2009年預定販賣的4門掀背式高級轎車保時捷Panamera也預定在福斯的工廠生產製造。
2012年7月5日，大众集團已就收購保時捷控股公司（Porsche Automobil Holding SE）旗下保時捷車廠餘下未持有的股份達成協議，為持續近三年的收購過程劃上句號。福斯以44.6億歐元收購尚未持有的50.1%保時捷汽車公司（Porsche AG）股份，保時捷汽車於2012年8月1日起成為福斯集團成員，而保時捷與皮耶家族擁有的保時捷控股公司則繼續擁有福斯集團過半數股權，實際上控制了福斯集團和其旗下的保時捷汽車。然而保時捷控股公司並未擁有福斯汽車集團75%的股權，所以福斯集團營收不列入保時捷控股公司財報。
2022年2月，大众汽车集团宣布将研究保时捷股份公司可能进行IPO的可行性。 保时捷股份公司的股本分为50%的无表决权优先股和50%的普通股。 在9月29日法兰克福证券交易所交易的最初几个小时内，保时捷股价上涨至84欧元。

## 汽車品牌商標
保时捷廠徽首次出现在1953年的方向盘上，从1954年开始出现在每一辆保时捷的前引擎盖上。廠徽是一个由符腾堡人民邦徽章为图案的盾徽，中央有斯图加特的城徽，盾徽上方是保时捷的刻字。

符腾堡人民邦徽章(1922年至1933年) [6]
斯图加特城徽
保时捷盾徽

## 产量与销售
保时捷公司的总部和主要工厂位于斯图加特的一个区—祖文豪森（Zuffenhausen），但保時捷Cayenne和保时捷Panamera车型在位于莱比锡的工厂生产，SUV车型的零部件的组装也是大众途锐的工厂内完成的，该工厂位于位于斯洛伐克的首都布拉迪斯拉发。保時捷Boxster和Cayman的生产于1997-2011年外包给了芬兰的瓦尔梅特汽车公司生产，2012年后这两种车型的生产都移到了德国。
保时捷公司于2015年宣布：年内销售了总共218,983辆汽车。其中28,953辆汽车（13.22%）被德国本土消费者购买，其余的190,030辆汽车（86.78%）被销往其他国家。
公司近年来取得长足进展，并且公司宣布较世界上其他汽车公司而言，平均每辆保时捷车有着最高的利润。下面的表格显示了每年的利润和汽车产量。
2017年5月11日，保时捷生产了第100万辆911，为了庆祝，该汽车被涂装成了爱尔兰绿色。该车进行了一场环球旅行，之后永久的被放到斯图加特的保时捷博物馆。
| 截止年月   | 收入（百万欧元） | 税前利润（百万欧元） | 产量（辆） | 销量（辆） |
| ---------- | ---------------- | -------------------- | ---------- | ---------- |
| 2002.7.31  | 4,857            | 829                  | 55,050     | 54,234     |
| 2003.7.31  | 5,583            | 933                  | 73,284     | 66,803     |
| 2004.7.31  | 6,148            | 1,137                | 81,531     | 76,827     |
| 2005.7.31  | 6,574            | 1,238                | 90,954     | 88,379     |
| 2006.7.31  | 7,273            | 2,110                | 102,602    | 96,794     |
| 2007.7.31  | 7,368            | 1920                 | 101,844    | 97,515     |
| 2008.7.31  | 7,466            | 1450                 | 105,162    | 98,652     |
| 2009.7.31  | 8937             | 2,559                | 76,739     | 75,238     |
| 2010.7.31  | 7,790            | 2306                 | 89,123     | 81,850     |
| 2010.12.31 | 9,230            | 1,670                | 103042     | 97,273     |
| 2011.12.31 | 10,900           | 2,050                | 127,793    | 116,978    |
| 2012.12.31 | 13,900           | 2,440                | 151,999    | 143,096    |
| 2013.12.31 | 14,300           | 2,780                | 165,808    | 162,145    |
| 2014.12.31 | 17,200           | 3,060                | 203,097    | 187,208    |
| 2015.12.31 | 21,500           | 3,382                | 234,497    | 225,121    |

### 車款產量銷售量
在2015年共生产的234,497辆汽车中，保时捷911占比为13.4%（31,373辆），Boxster和Cayman占比9.4%（21,978辆），卡宴（Cayennes）占比34%（79,700辆），帕纳梅拉Panameras占比6.4%（15,055辆），Macan占比36.7%（86,016）。另外保时捷918的产量是375辆。

#### 北美銷售量
2015-2017年的年销量
| 车型             | 2015                 | 2015                 | 2016                | 2016                | 2017 | 2017 |
| 车型             | 辆                   | 占比                 | 辆                  | 占比                | 辆   | 占比 |
| ---------------- | -------------------- | -------------------- | ------------------- | ------------------- | ---- | ---- |
| 911              | 9,898                | 19.12%               | 8,901               | 16.40%              |      |      |
| Boxster & Cayman | 6,663                | 12.87%               | 6,260               | 11.53%              |      |      |
| Panamera         | 4,986                | 9.63%                | 4,403               | 8.11%               |      |      |
| Cayenne          | 16,473               | 31.83%               | 15,383              | 28.34%              |      |      |
| Macan            | 13,533               | 26.15%               | 19,332              | 35.62%              |      |      |
| 共计             | 51，756（增长10.1%） | 51，756（增长10.1%） | 54，280（增长4.8%） | 54，280（增长4.8%） |      |      |

## 車款

### 車款列表

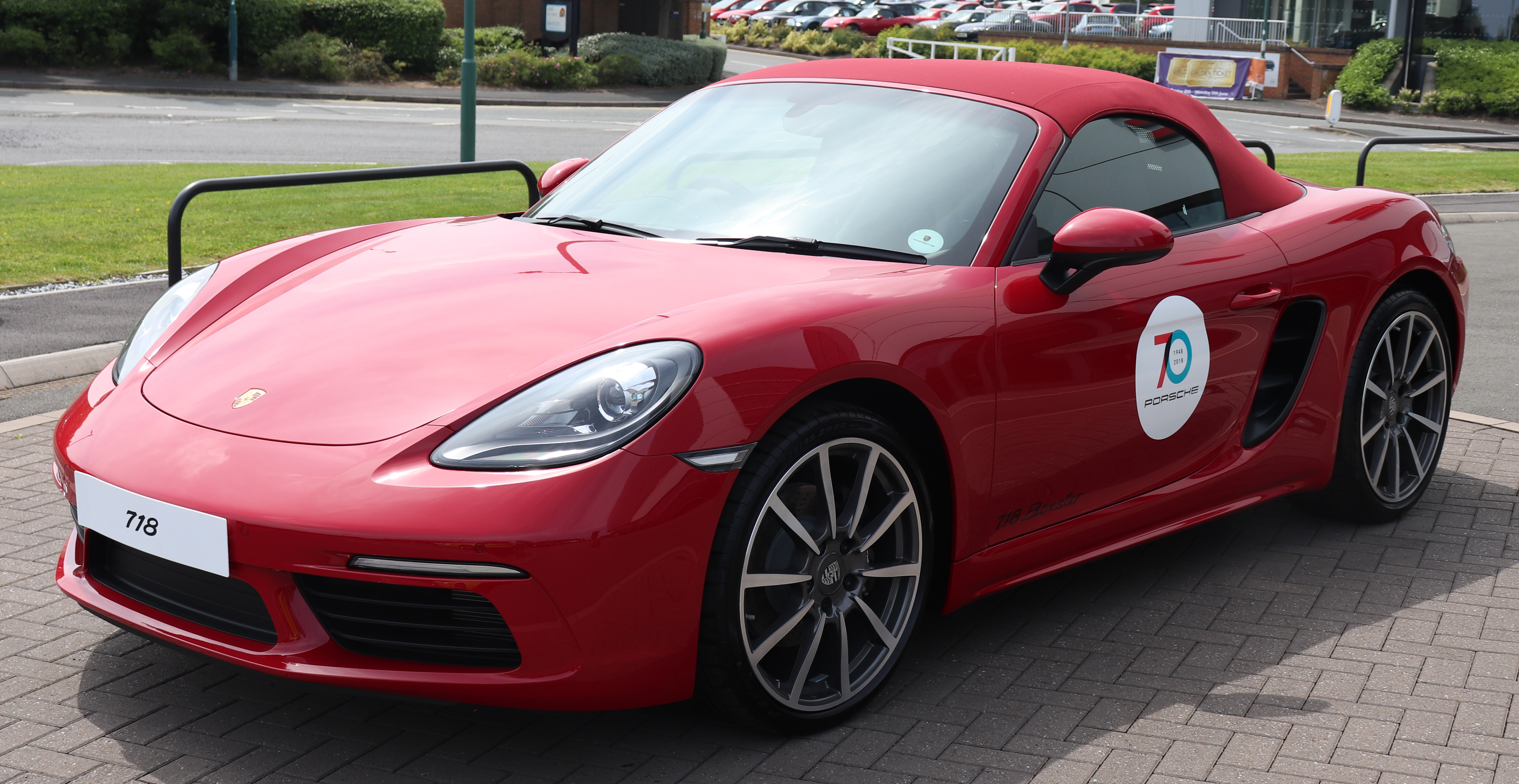
保時捷 718 Boxster
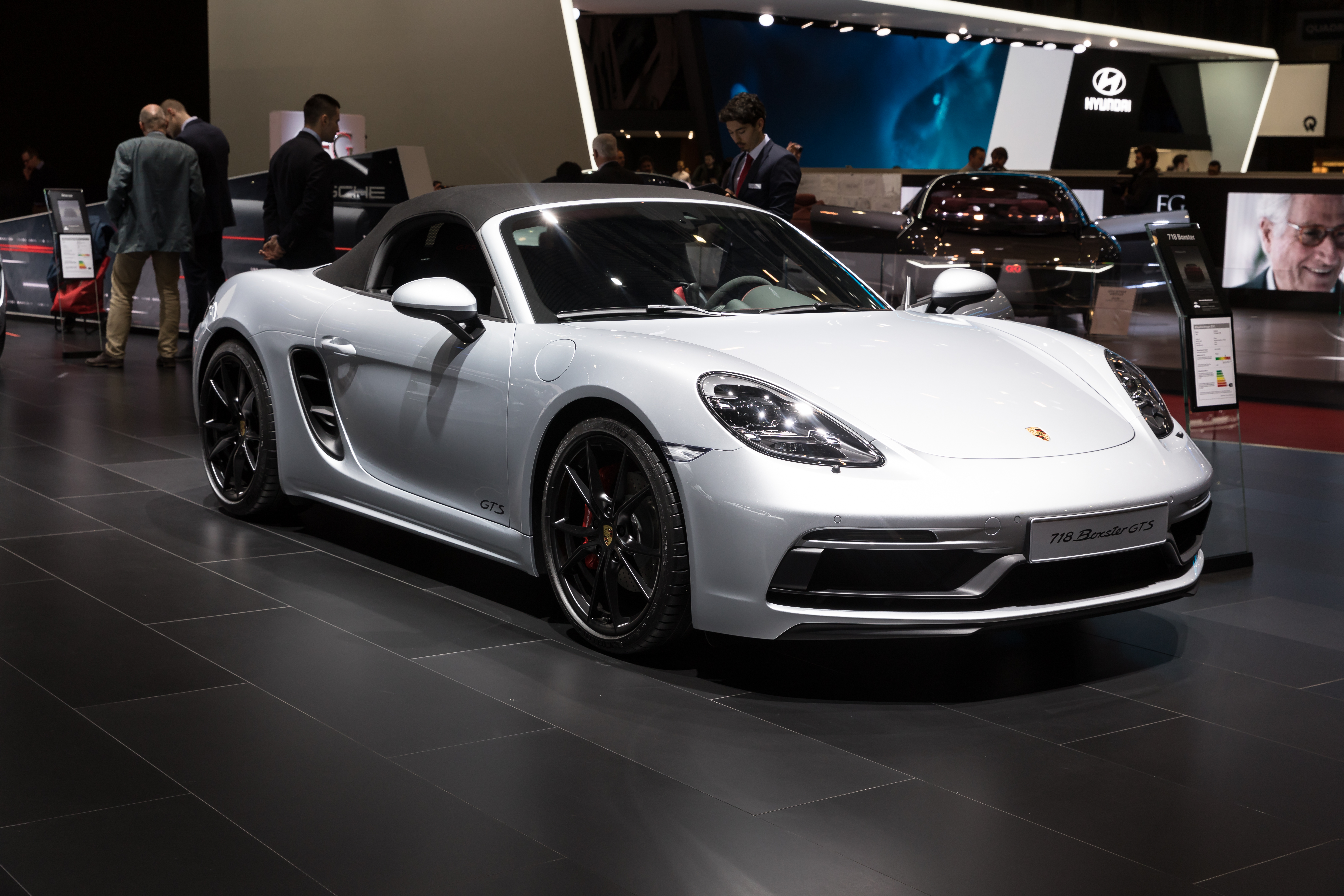
保時捷 718 Boxster GTS
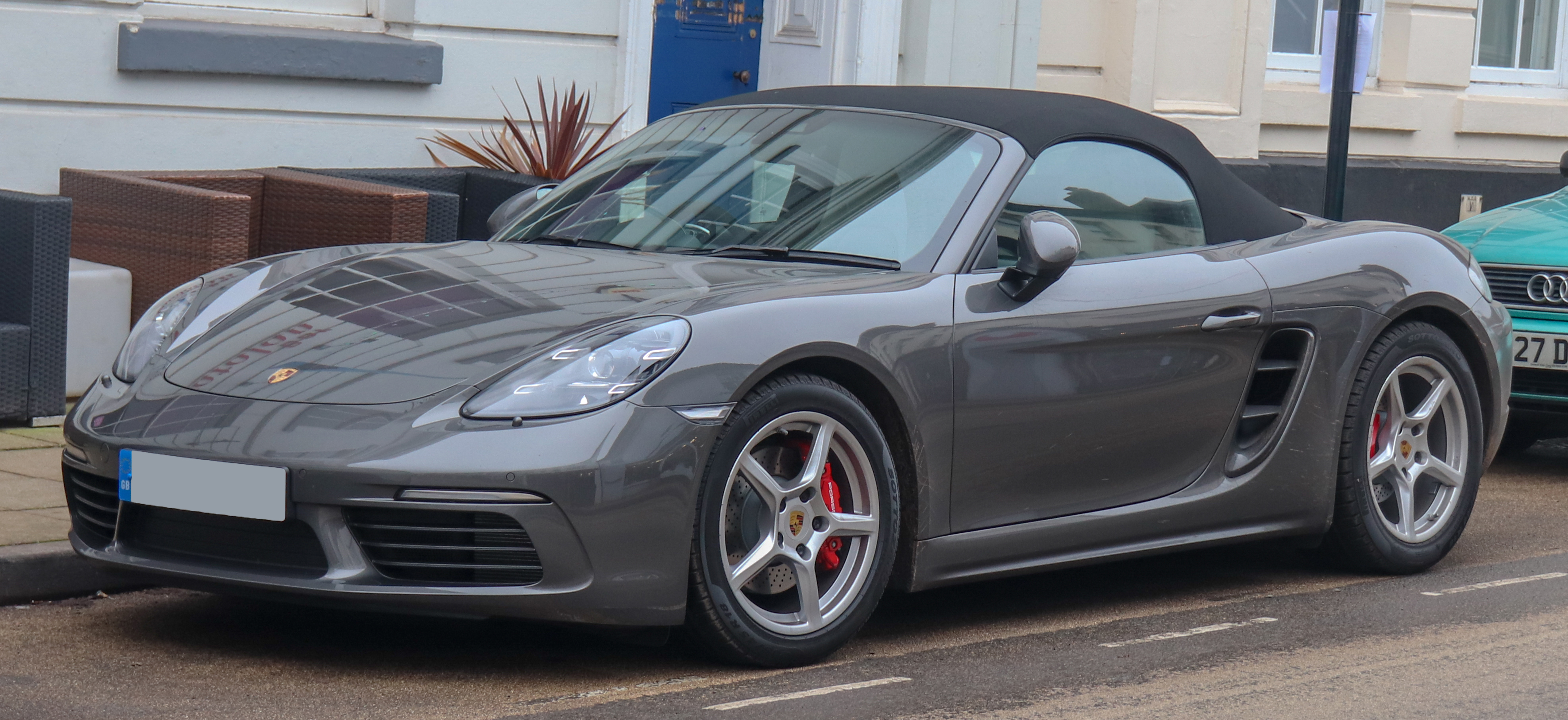
保時捷 718 Boxster S
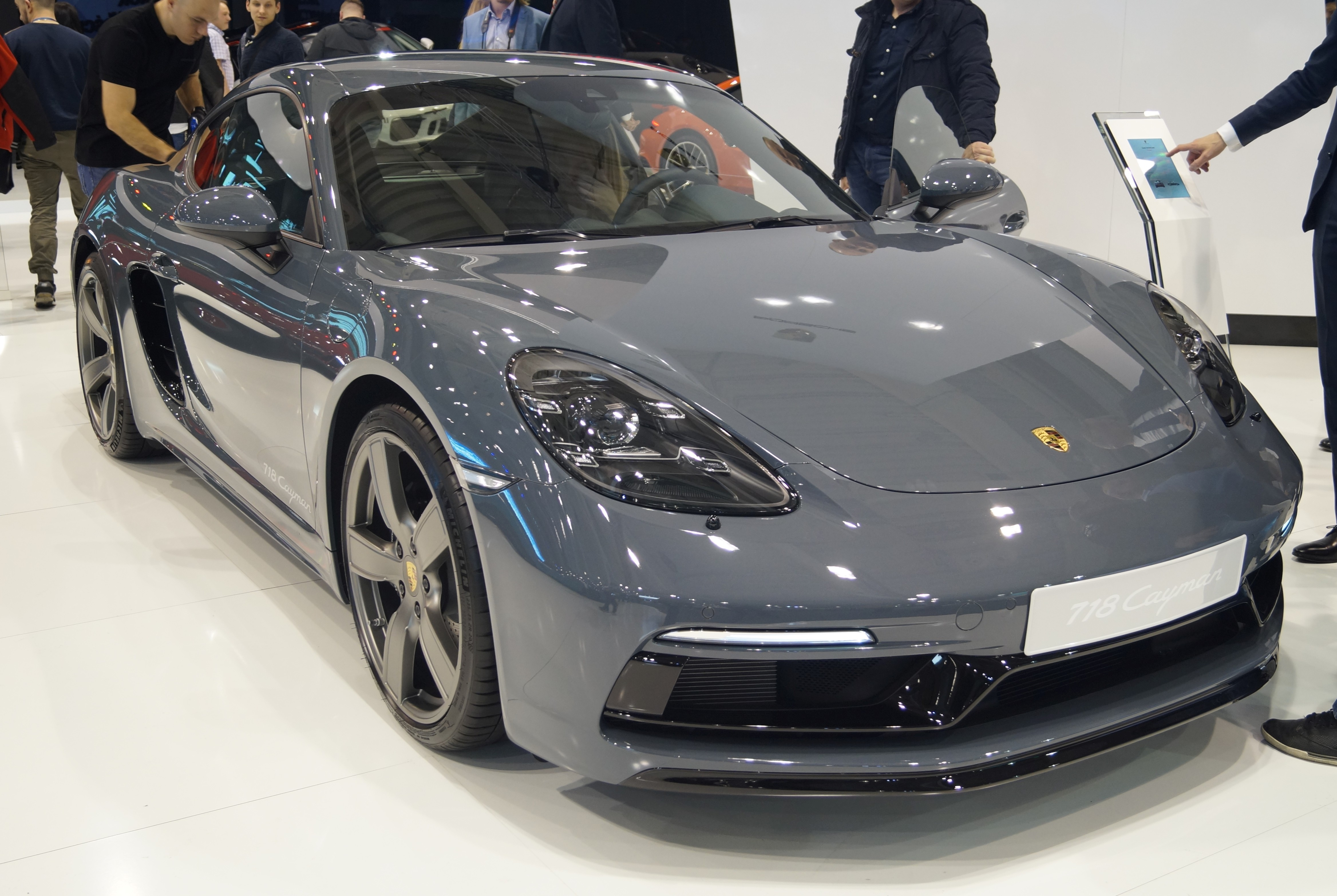
保時捷 718 Cayman
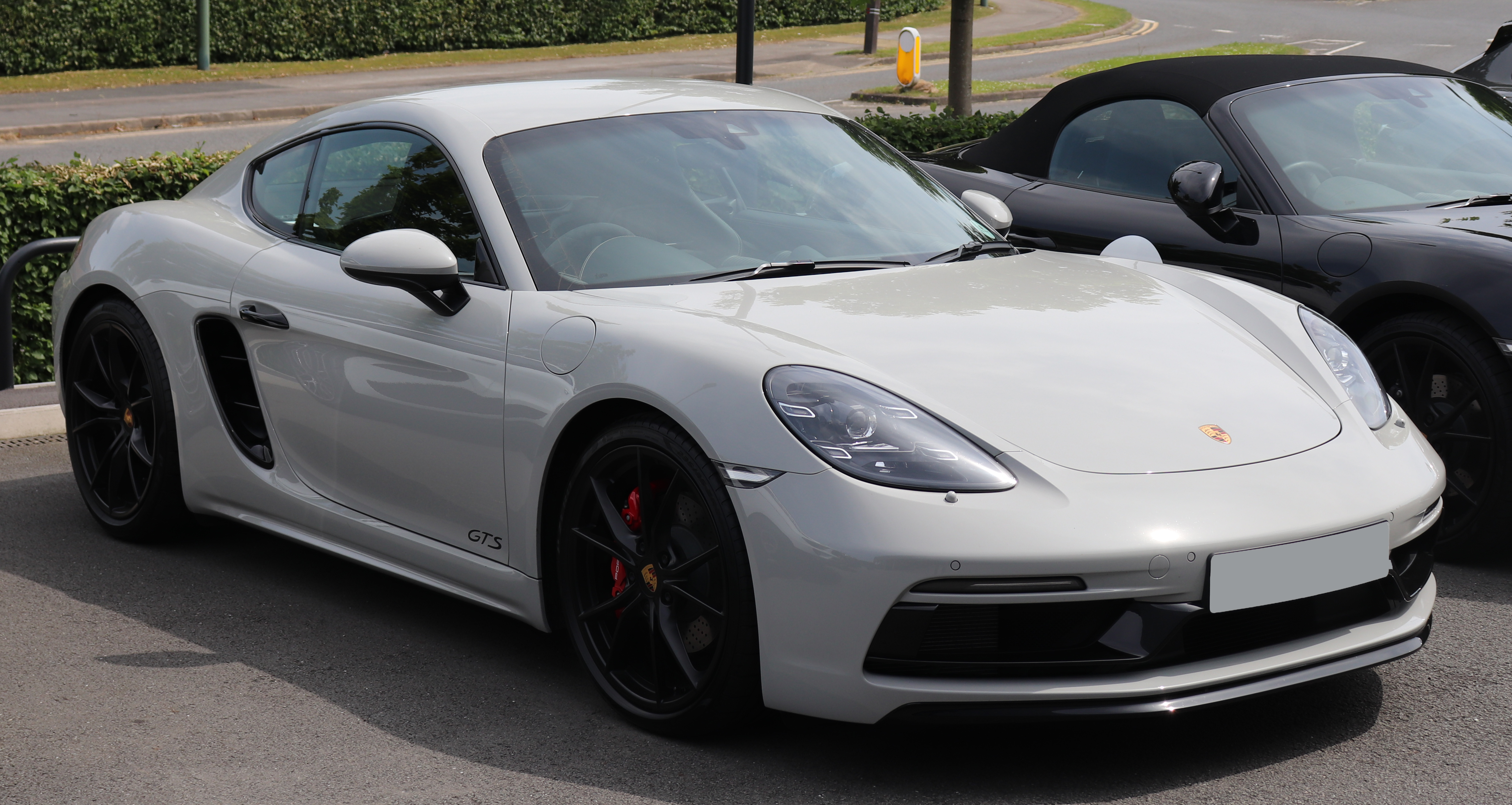
保時捷 718 Cayman GTS
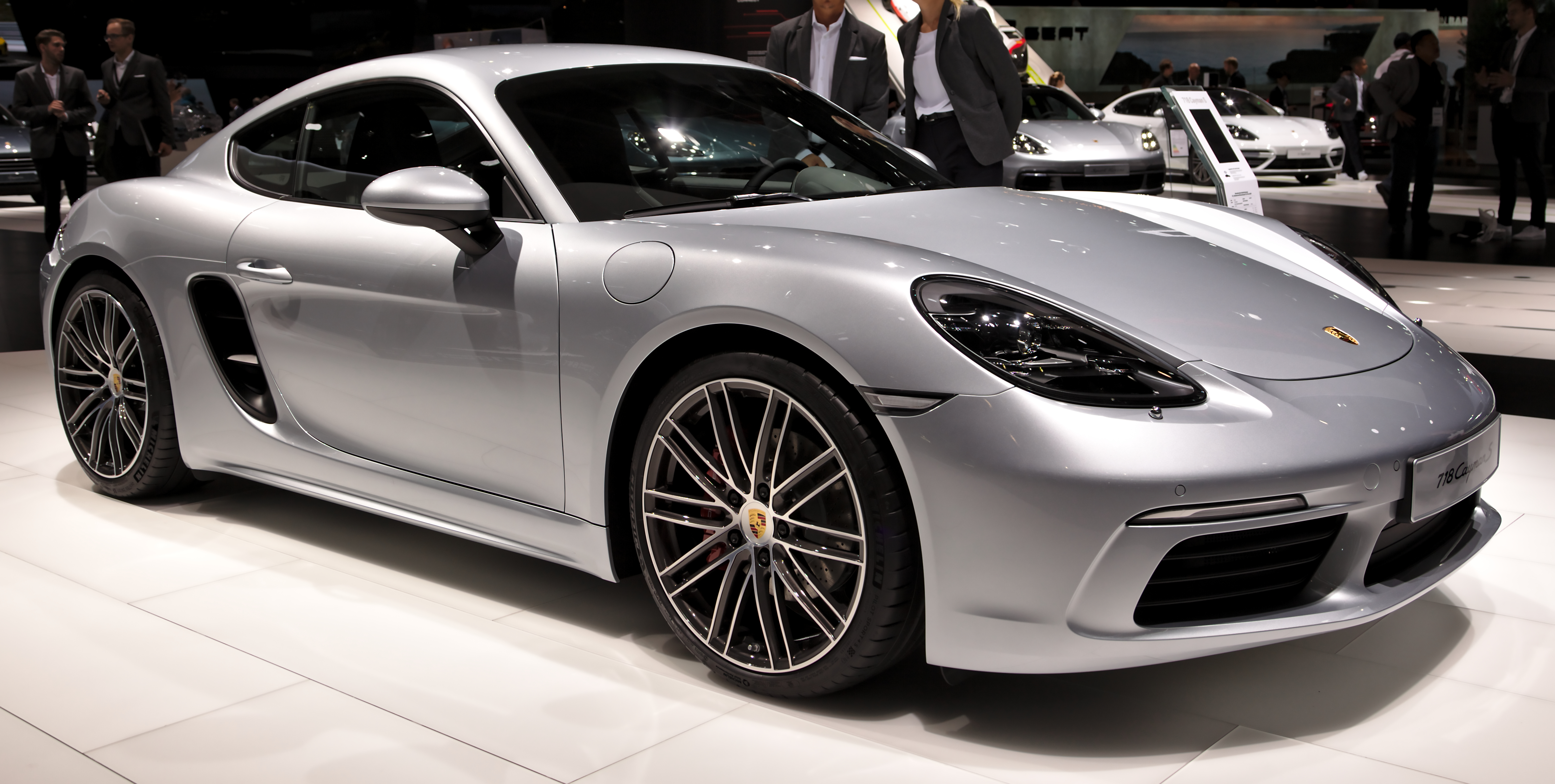
保時捷 718 Cayman S
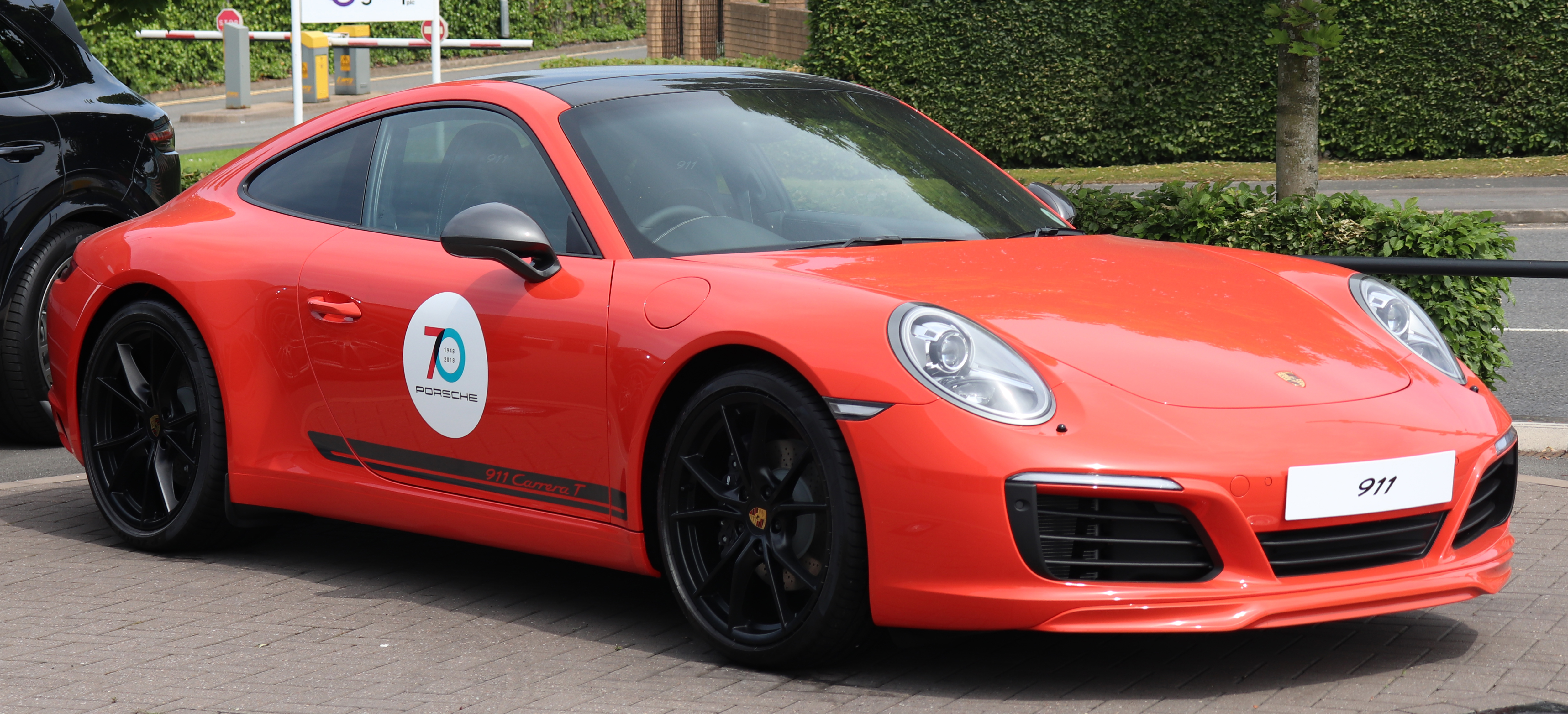
保時捷 911 Carrera
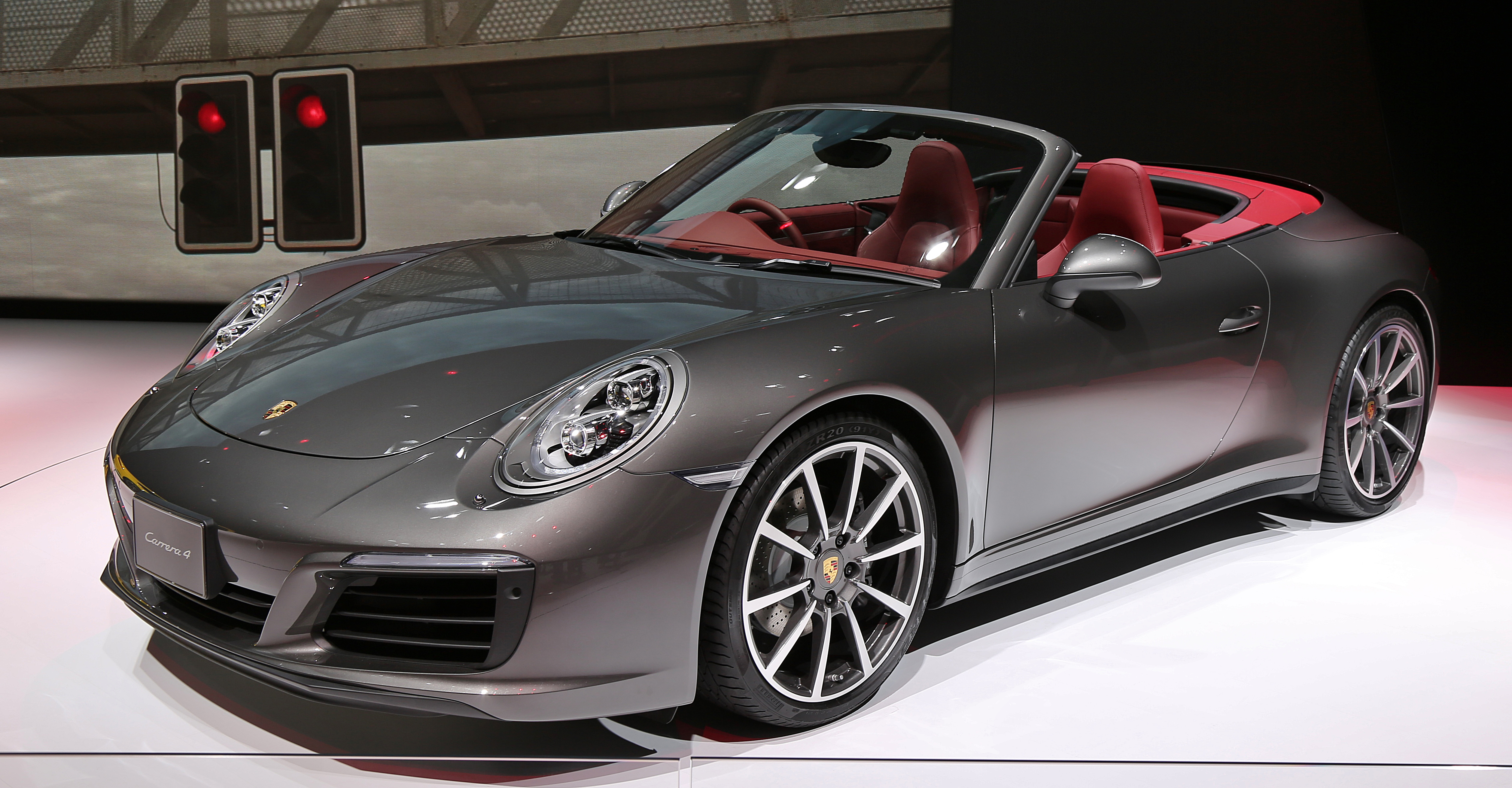
保時捷 911 Carrera 4 Cabriolet
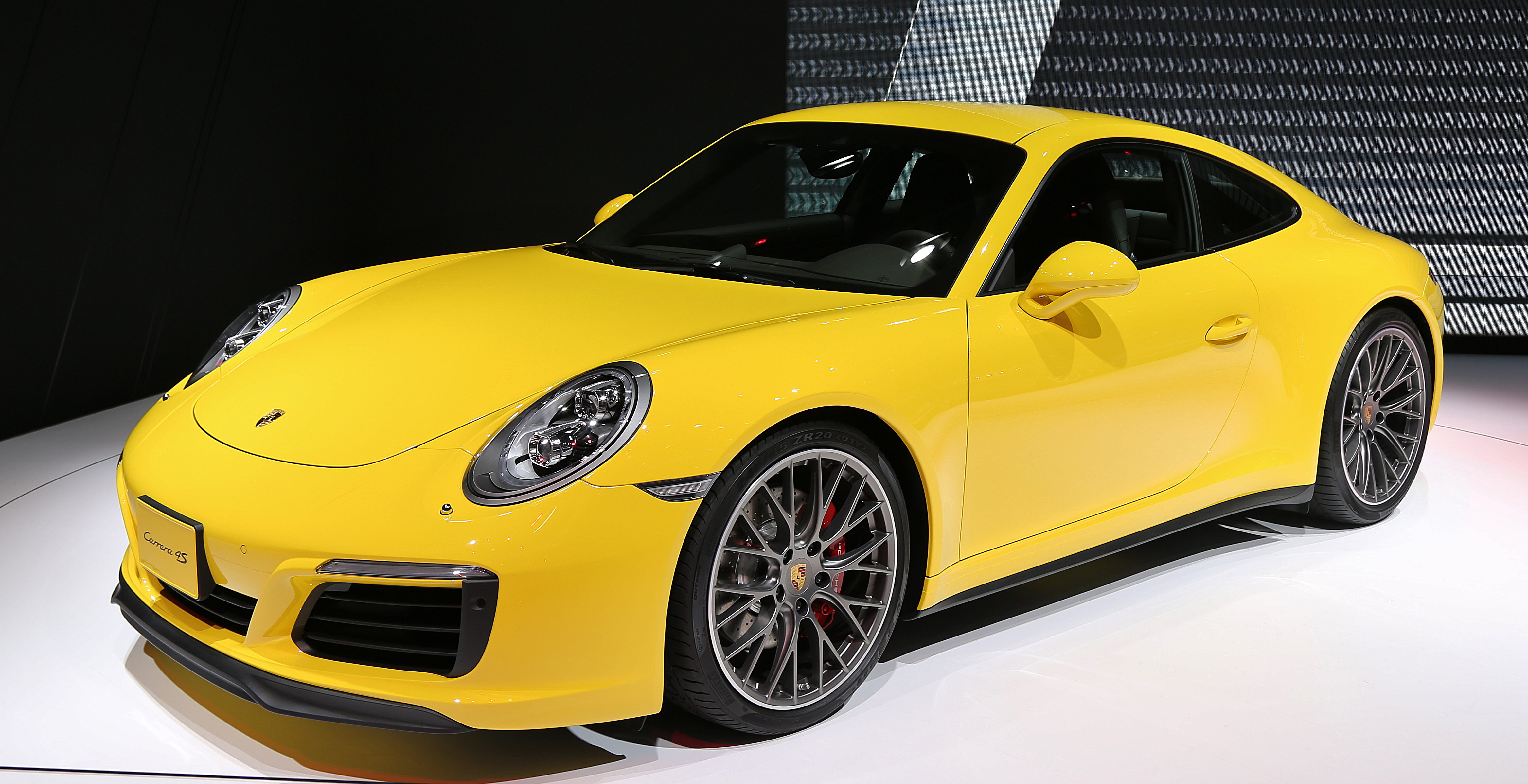
保時捷 911 Carrera 4S
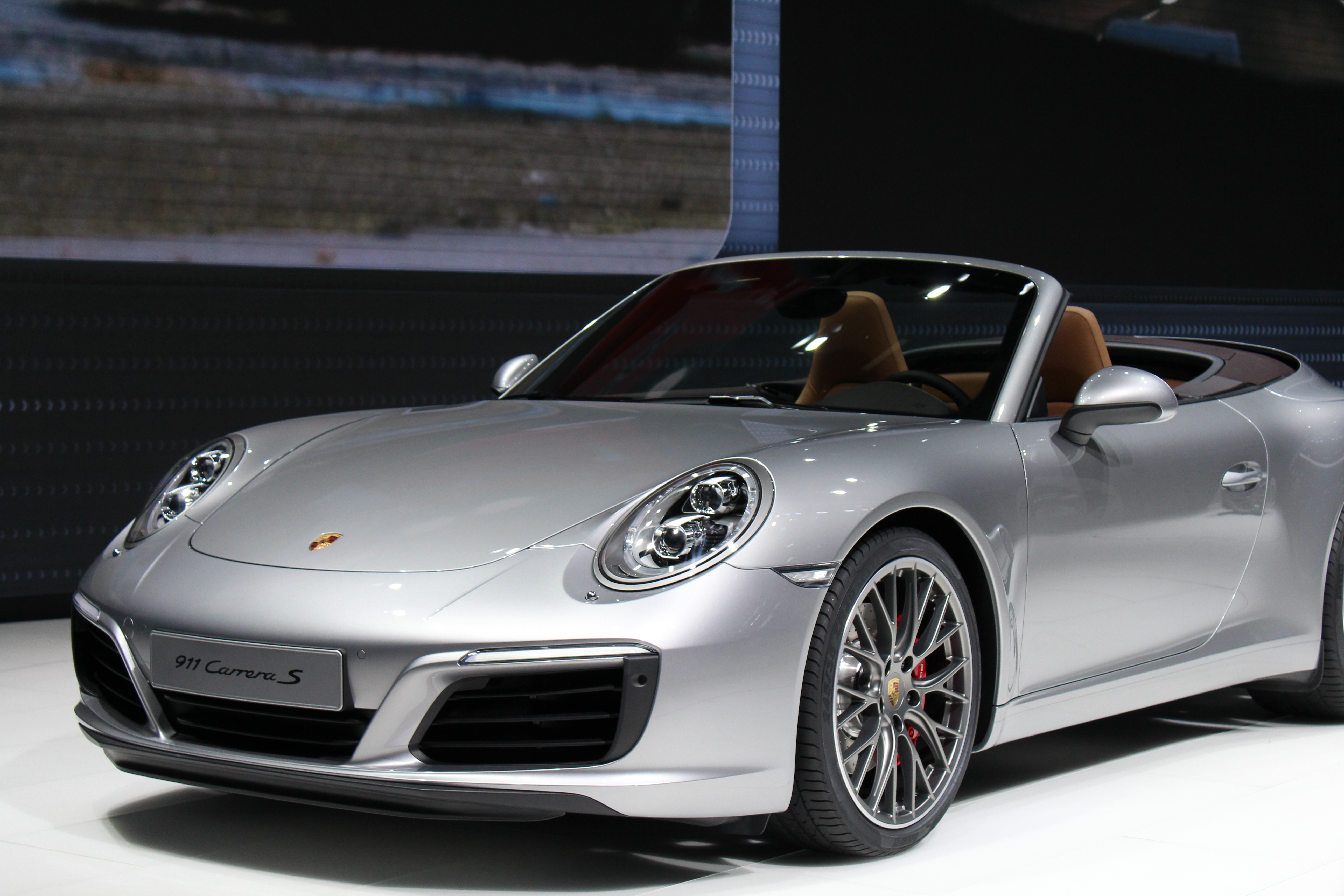
保時捷 911 Carrera S Cabriolet
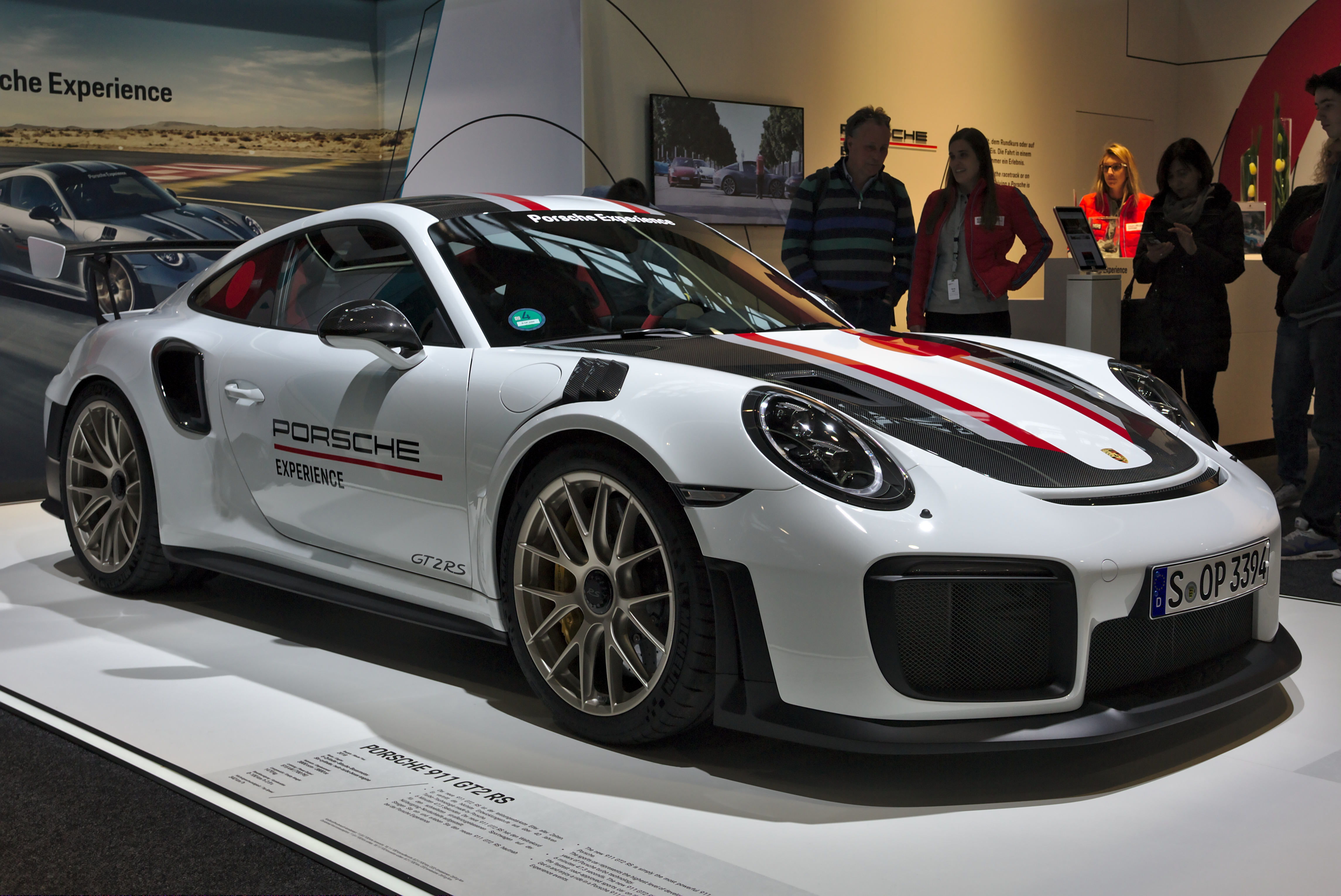
保時捷 911 GT2 RS
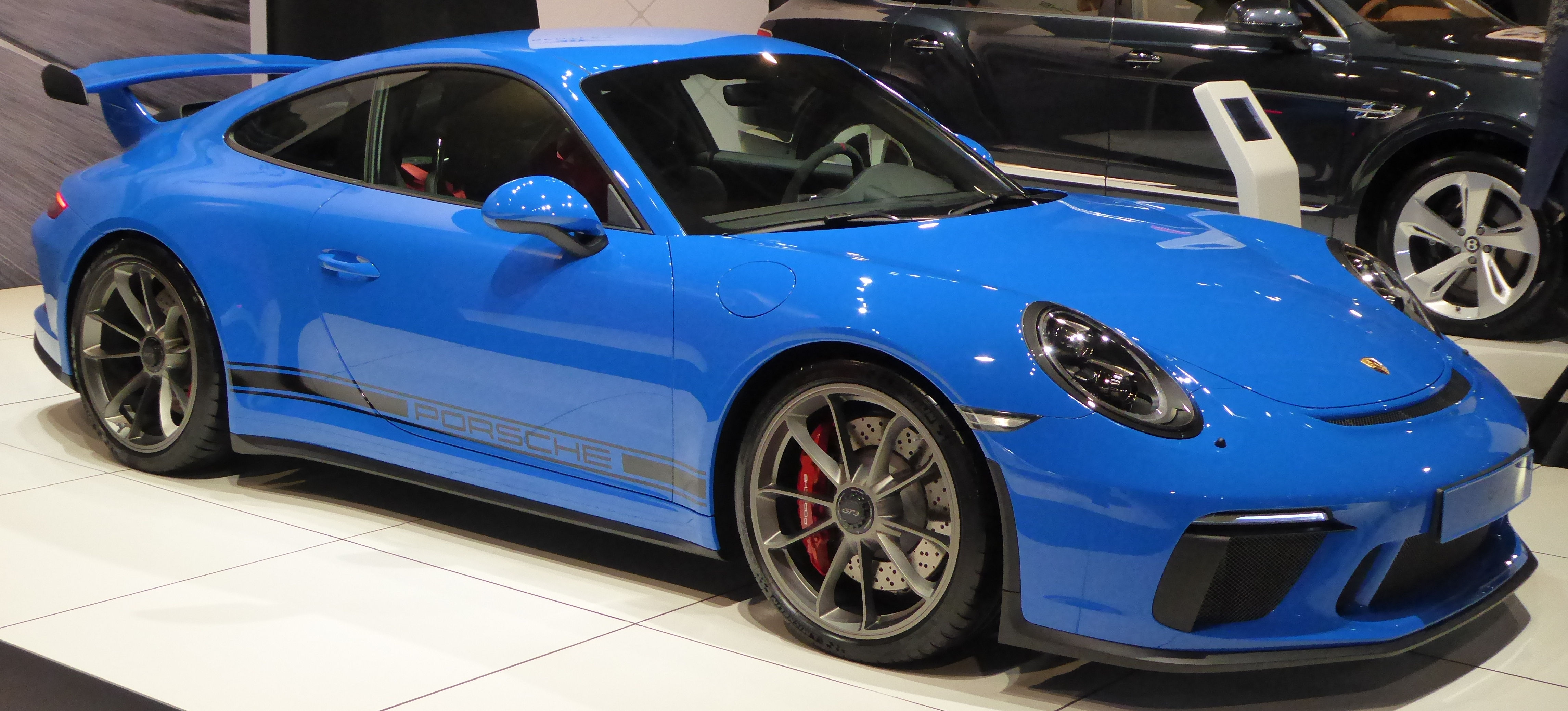
保時捷 911 GT3
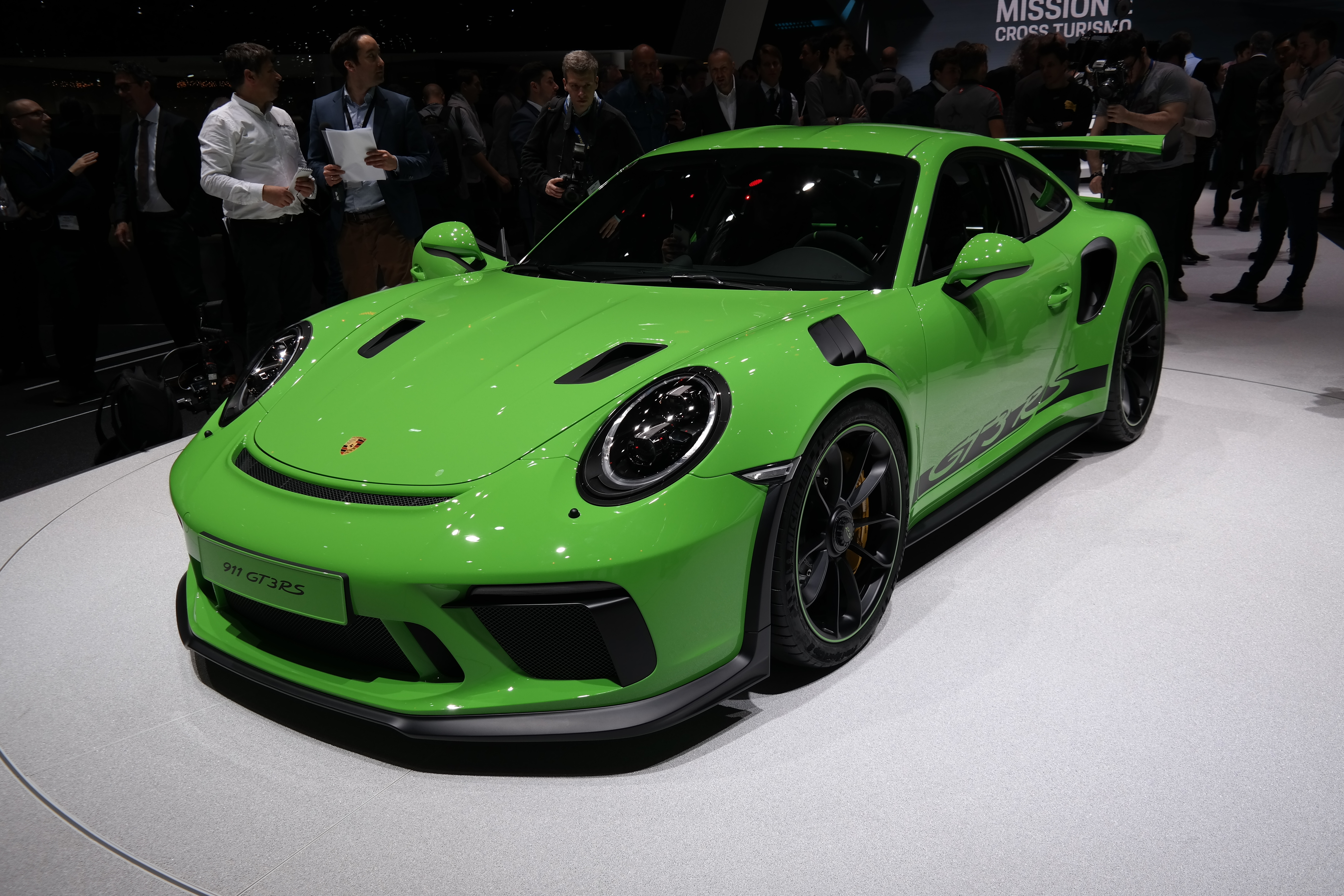
保時捷 911 GT3 RS
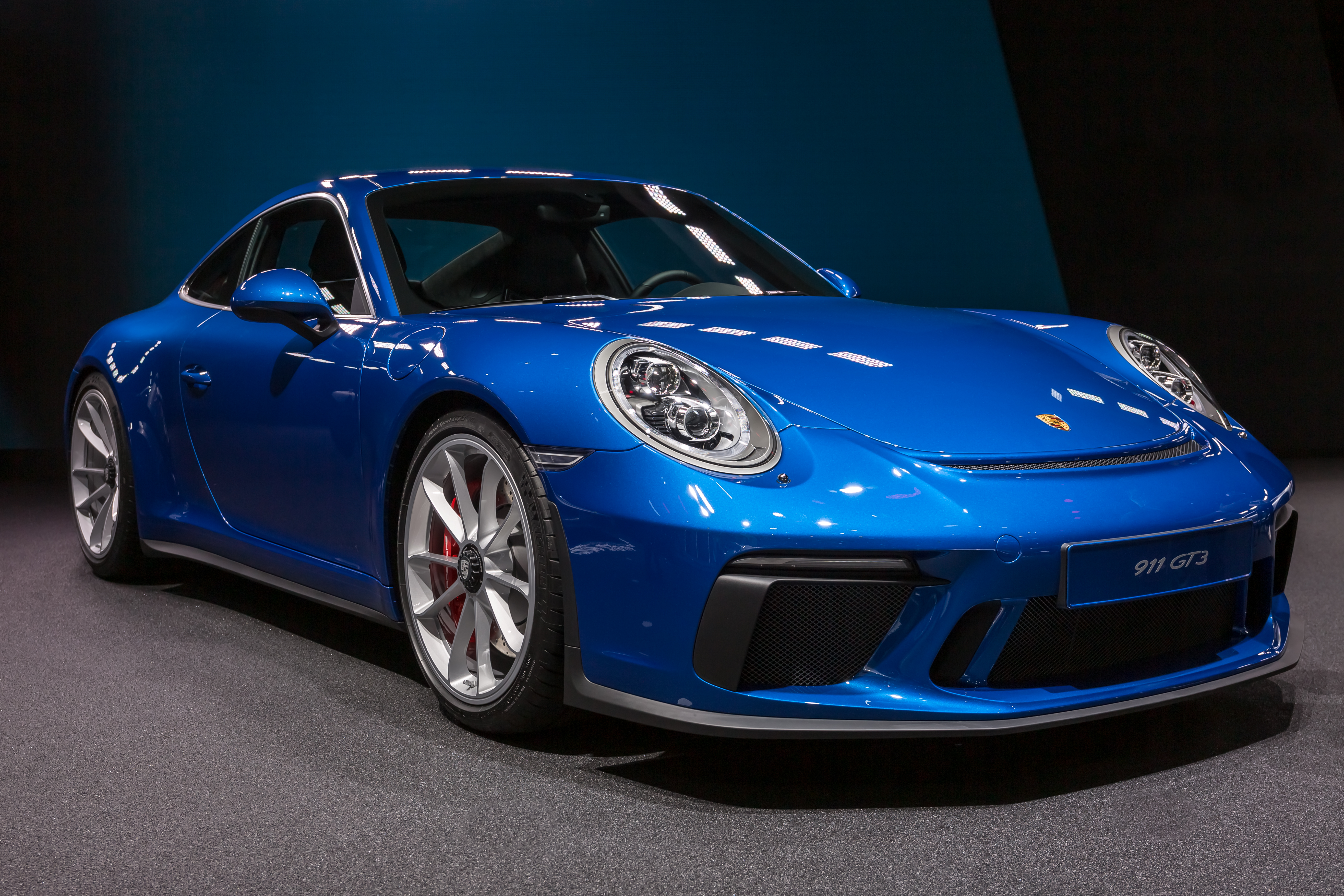
保時捷 911 GT3 Touring
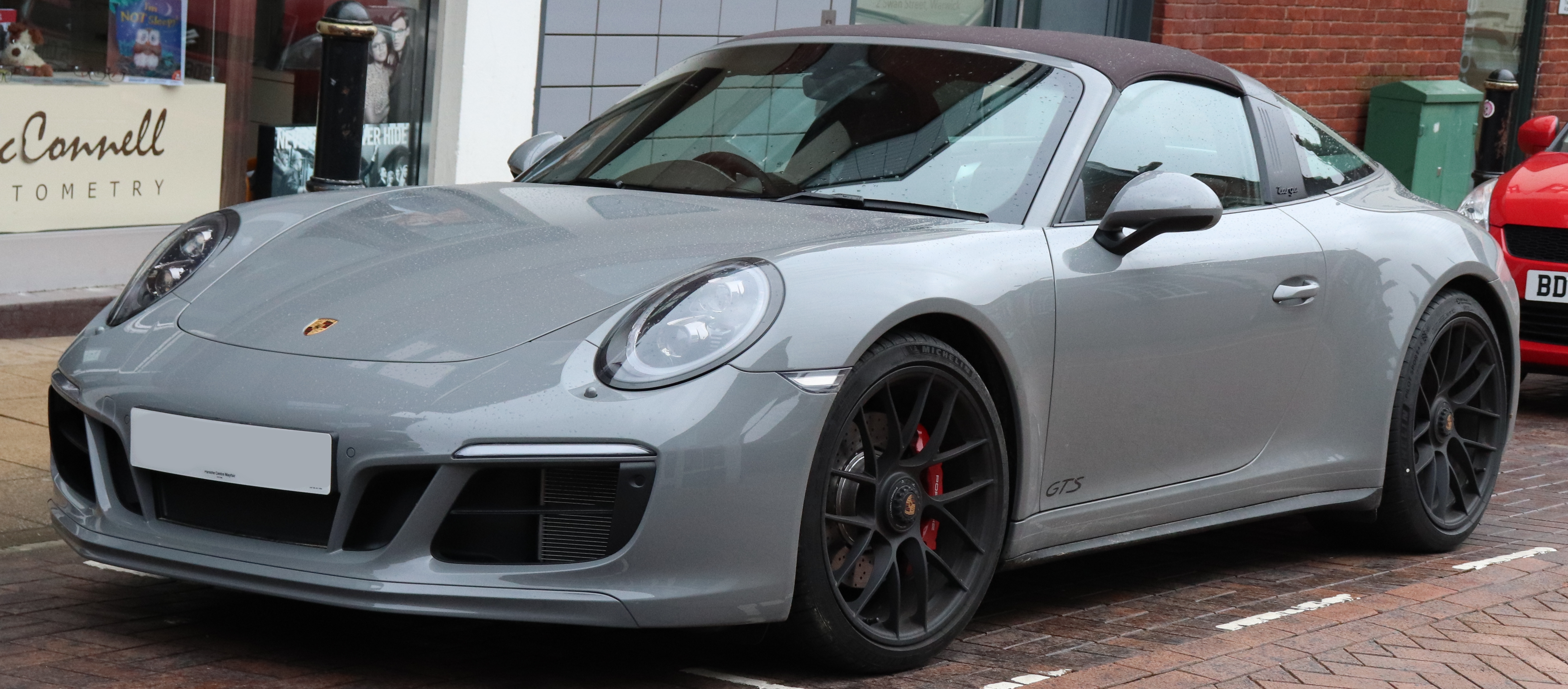
保時捷 911 Targa 4 GTS
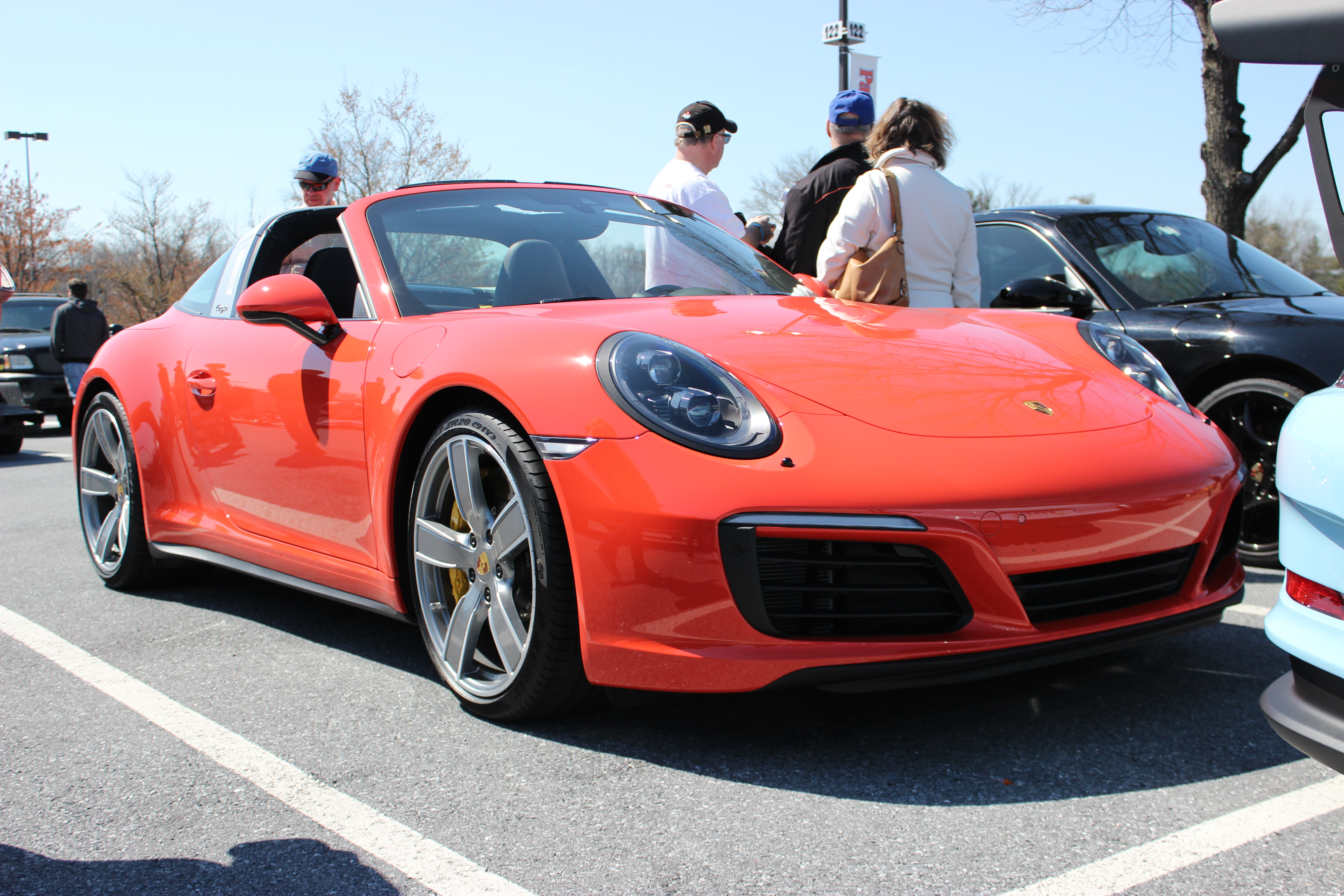
保時捷 911 Targa 4S
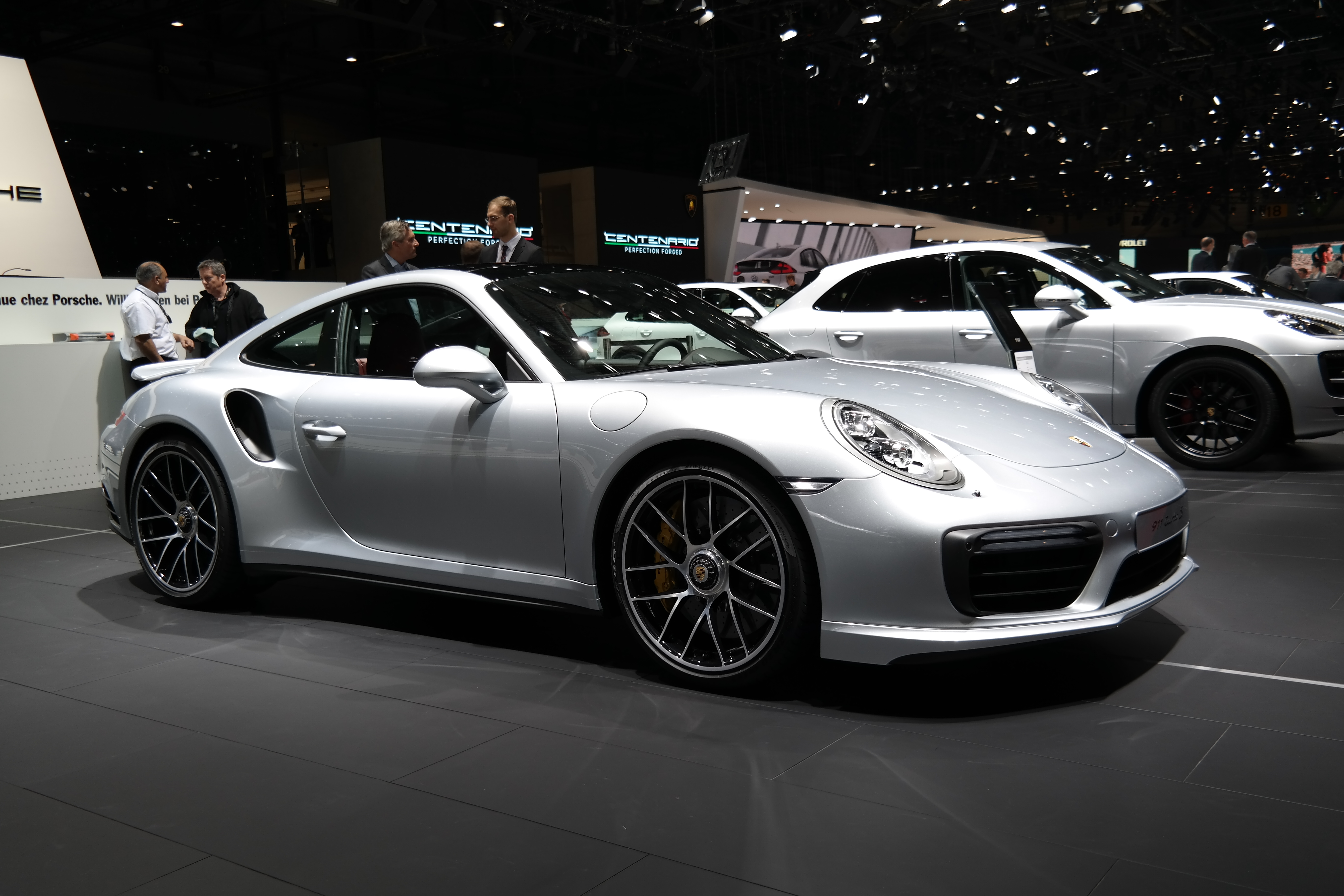
保時捷 911 Turbo
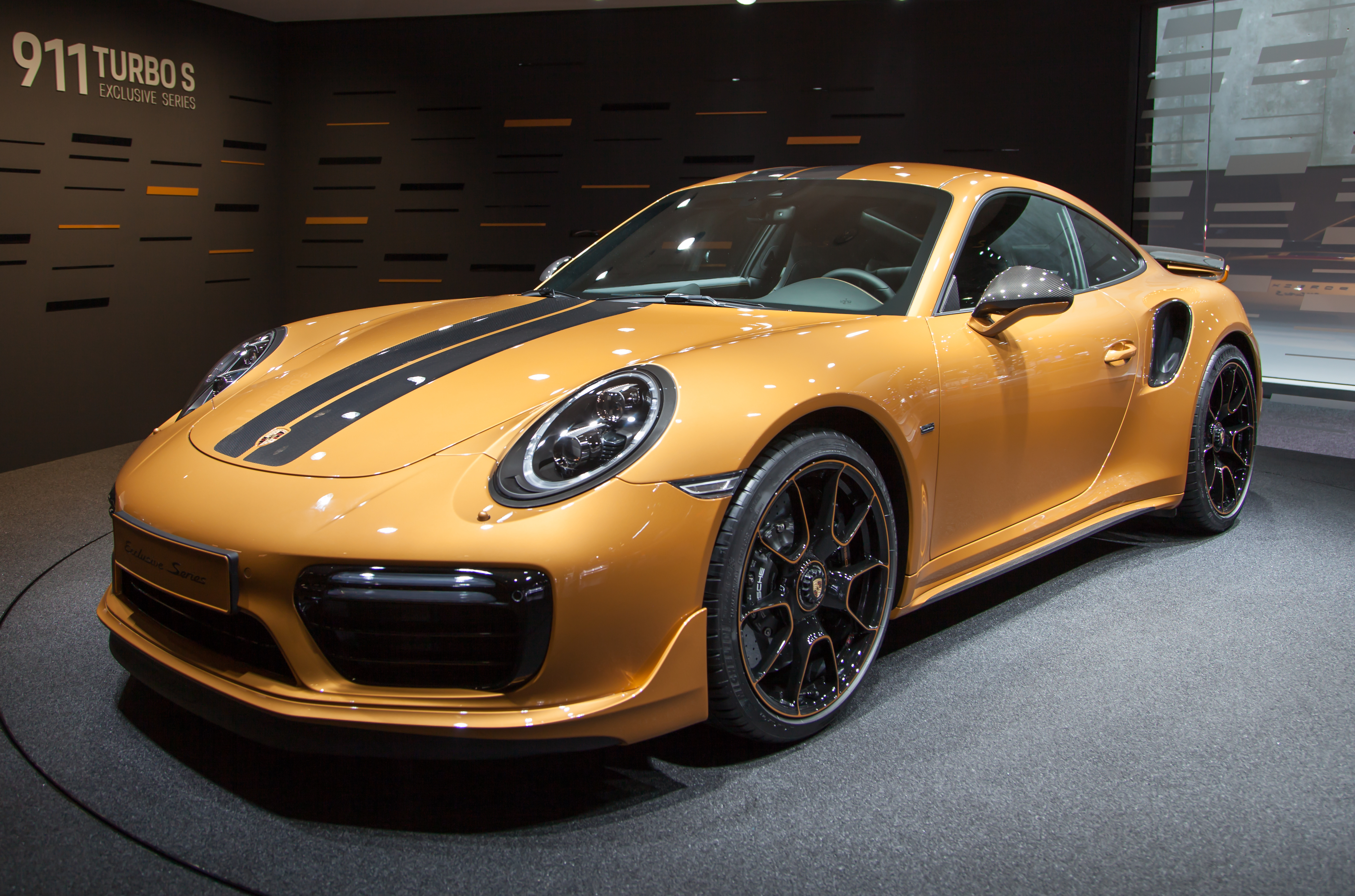
保時捷 911 Turbo S Exclusive Series
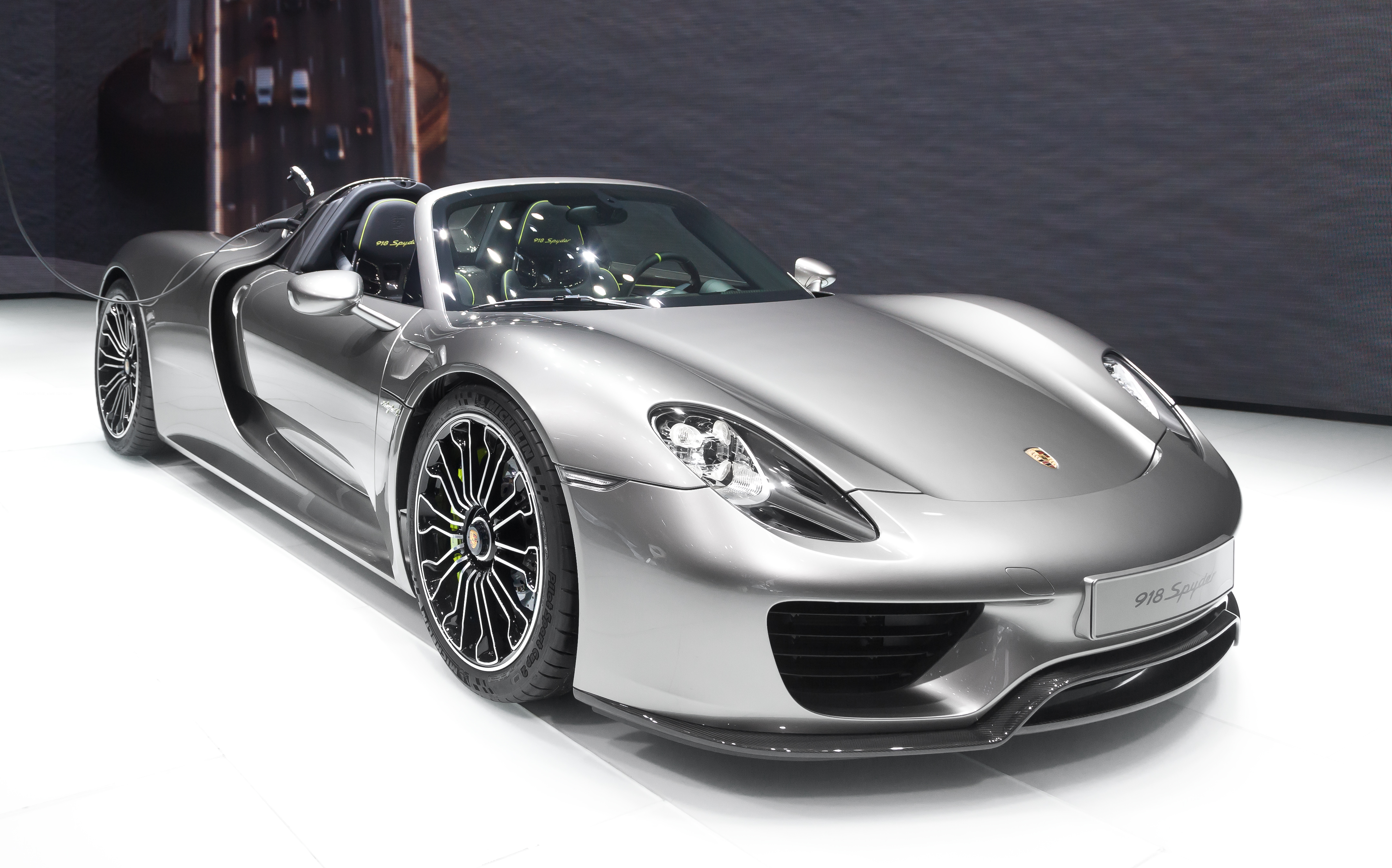
保時捷 918 Spyder
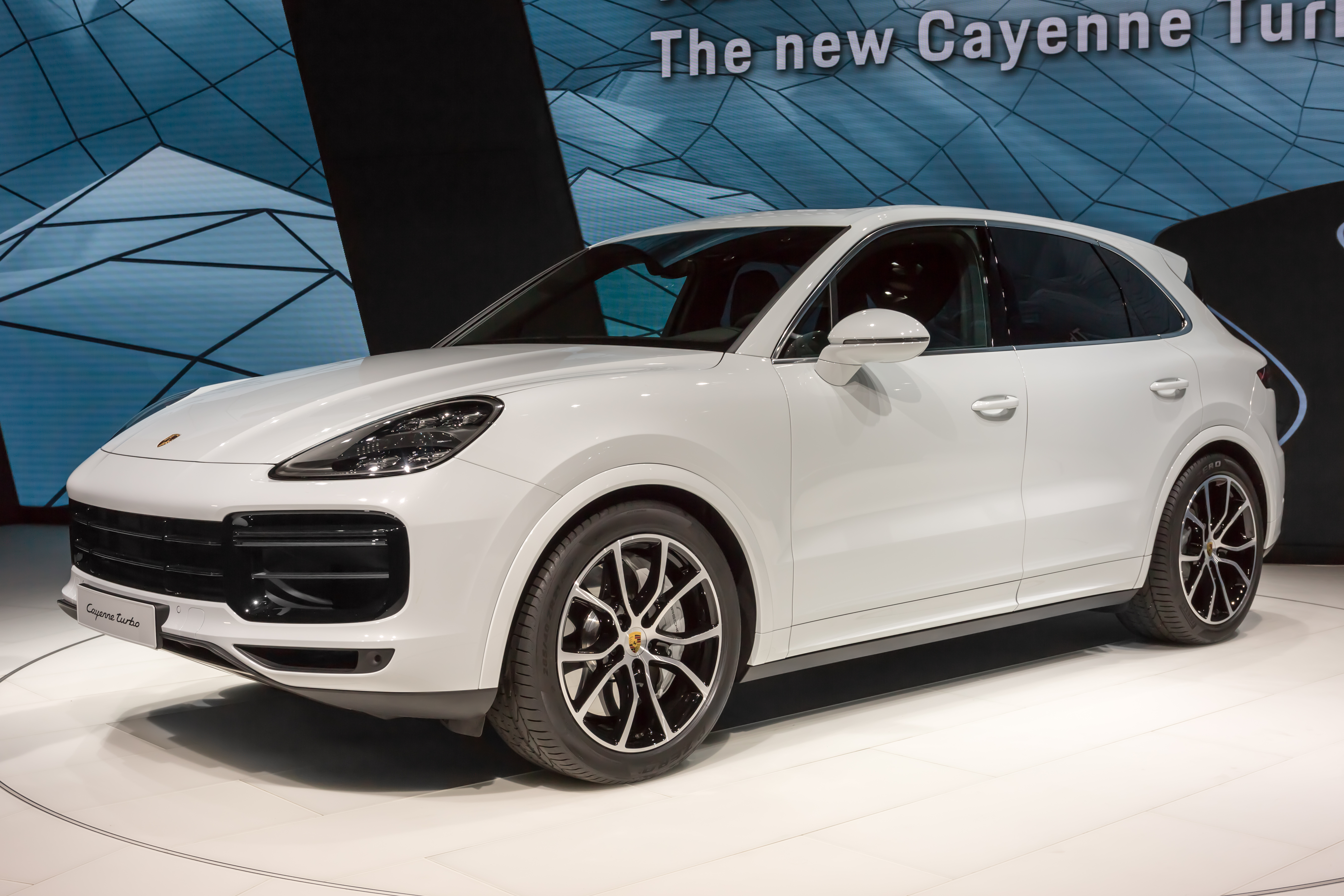
保時捷 Cayenne
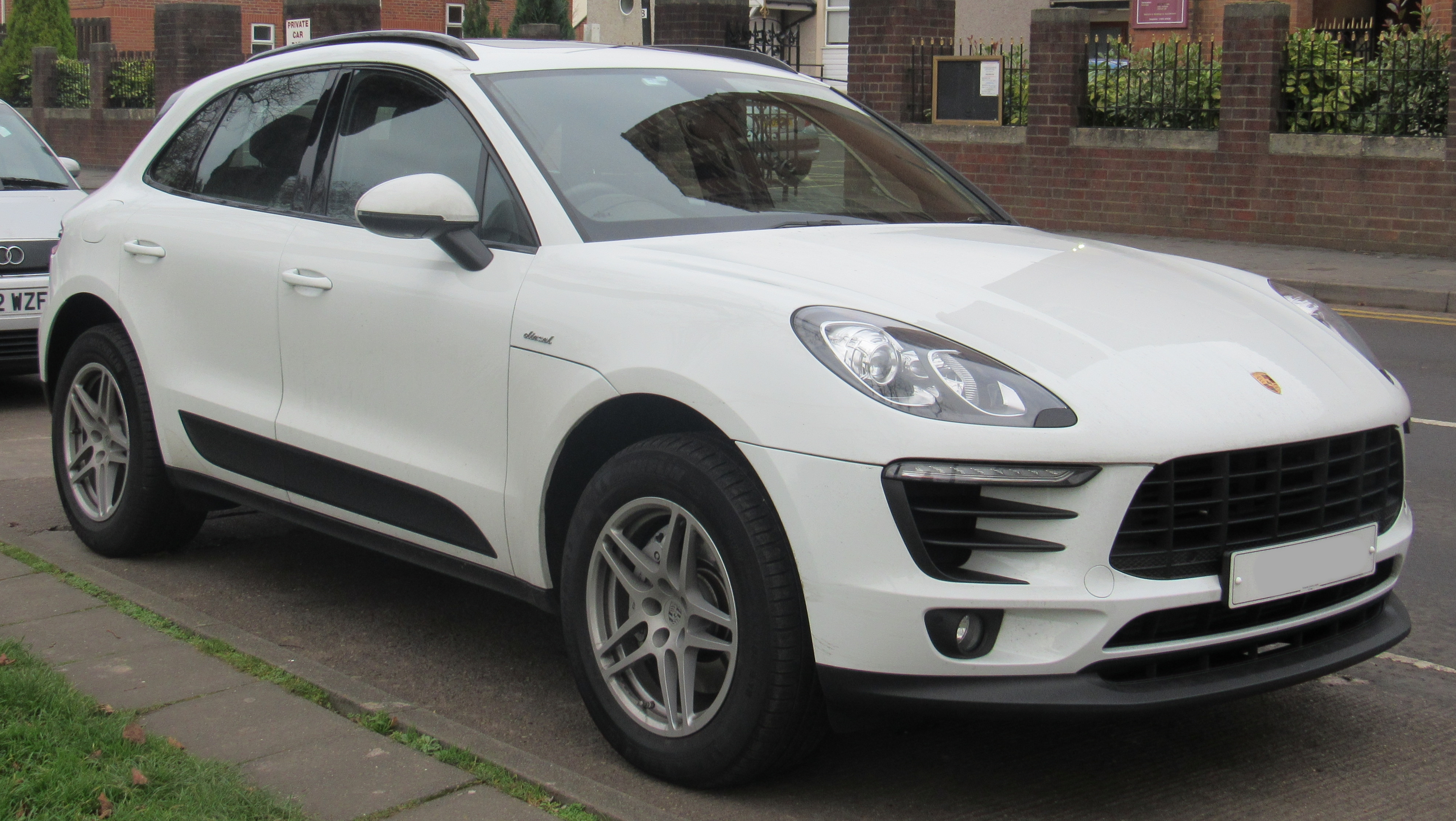
保時捷 Macan
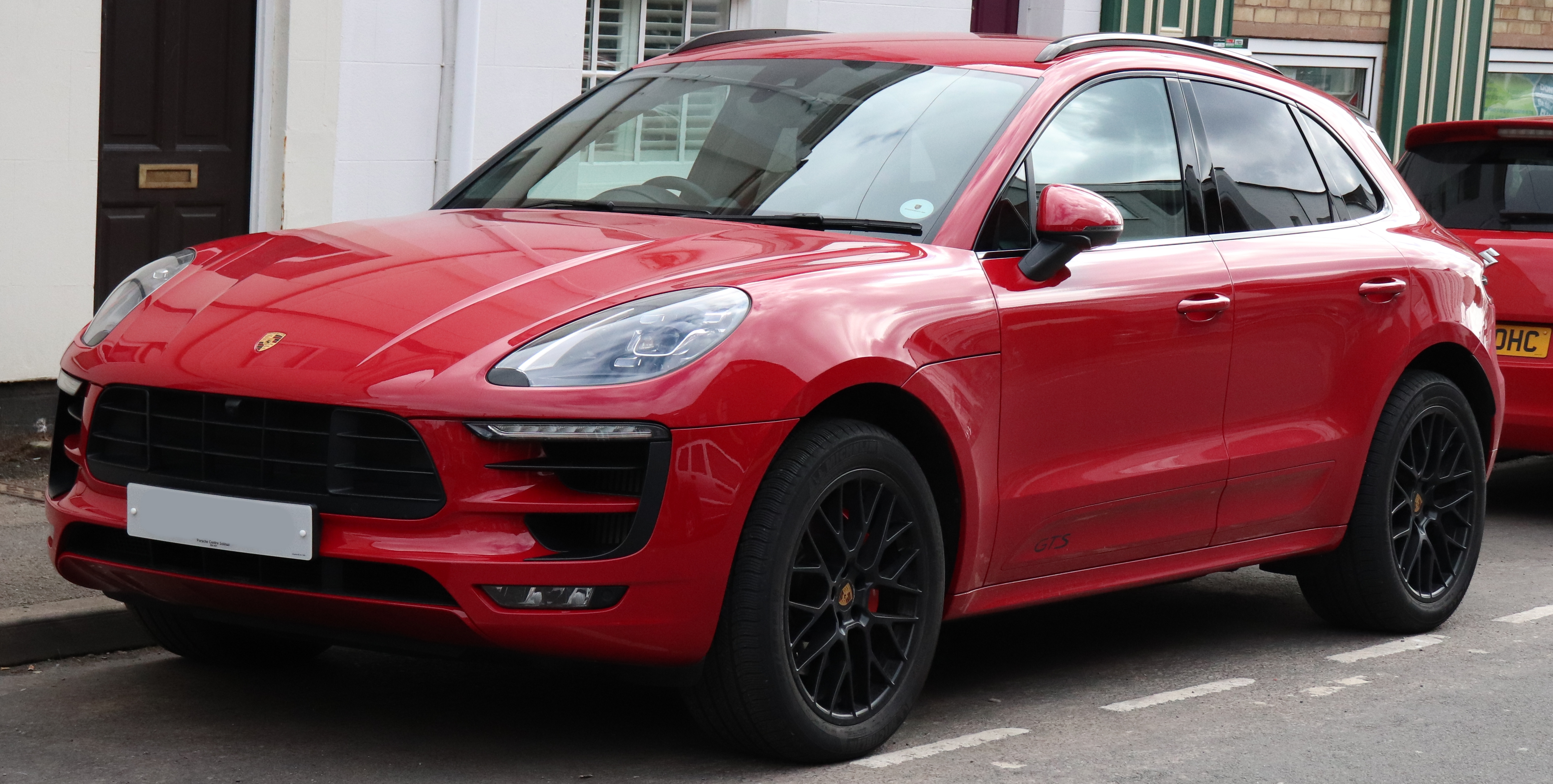
保時捷 Macan GTS
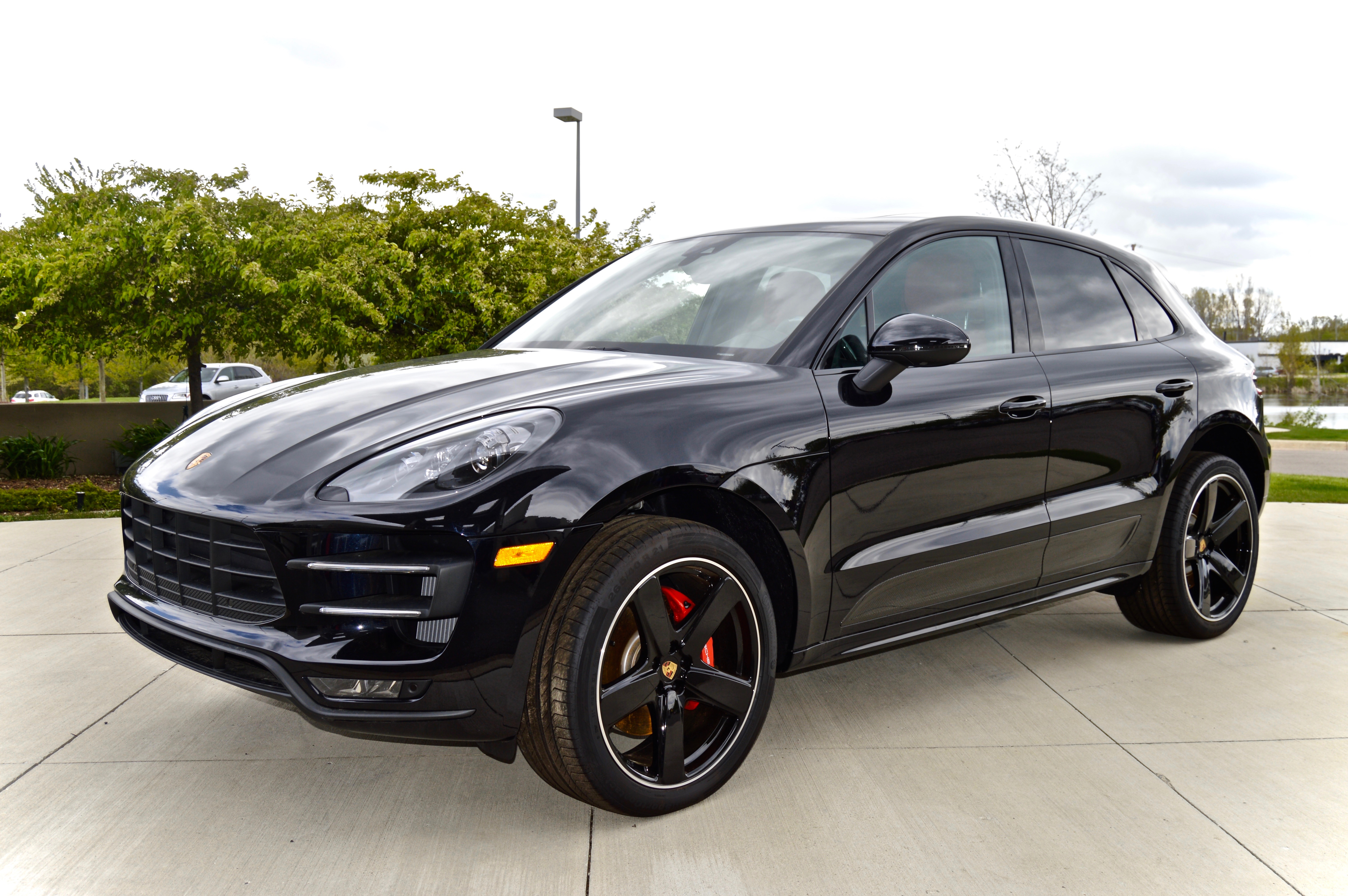
保時捷 Macan Turbo
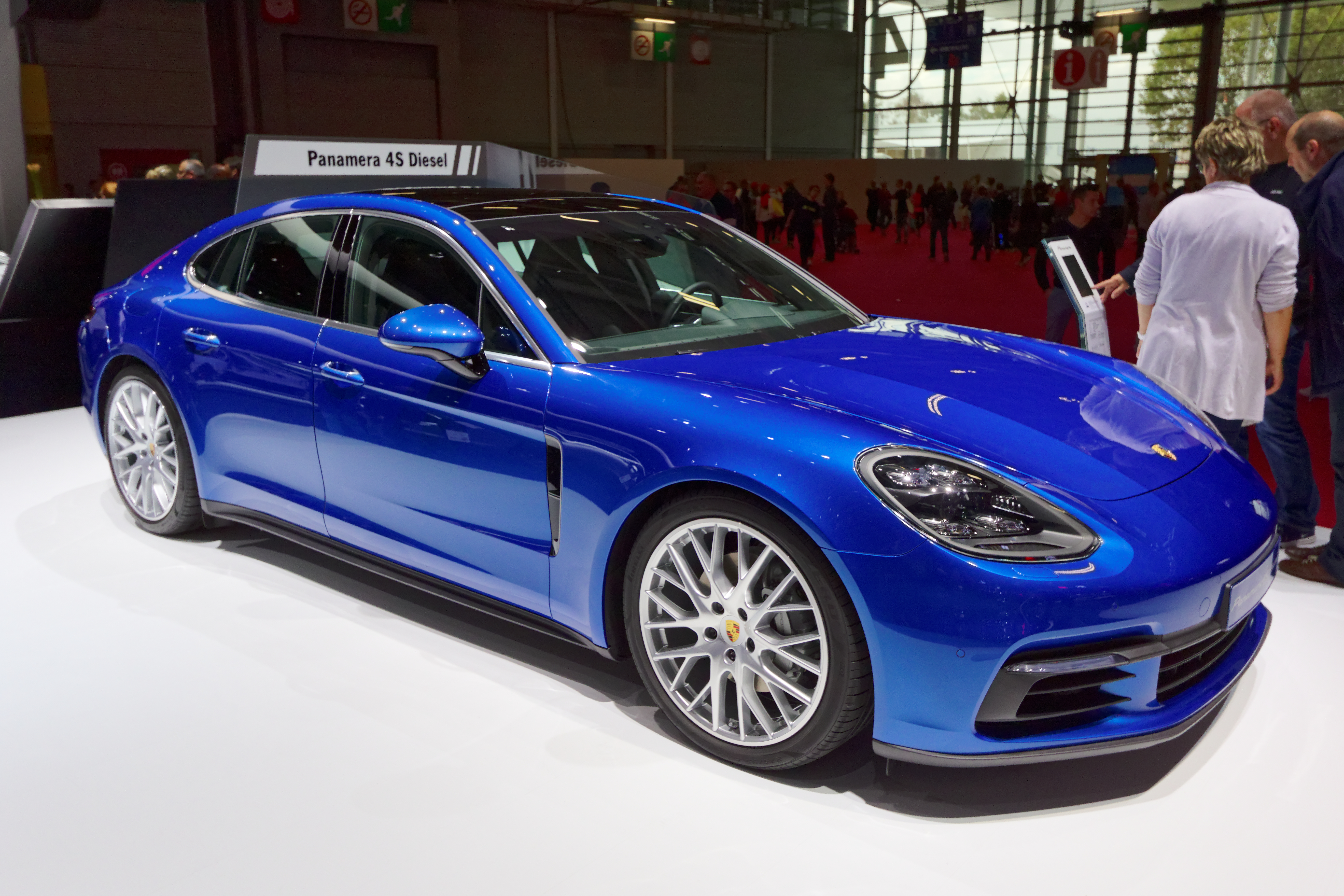
保時捷 Panamera
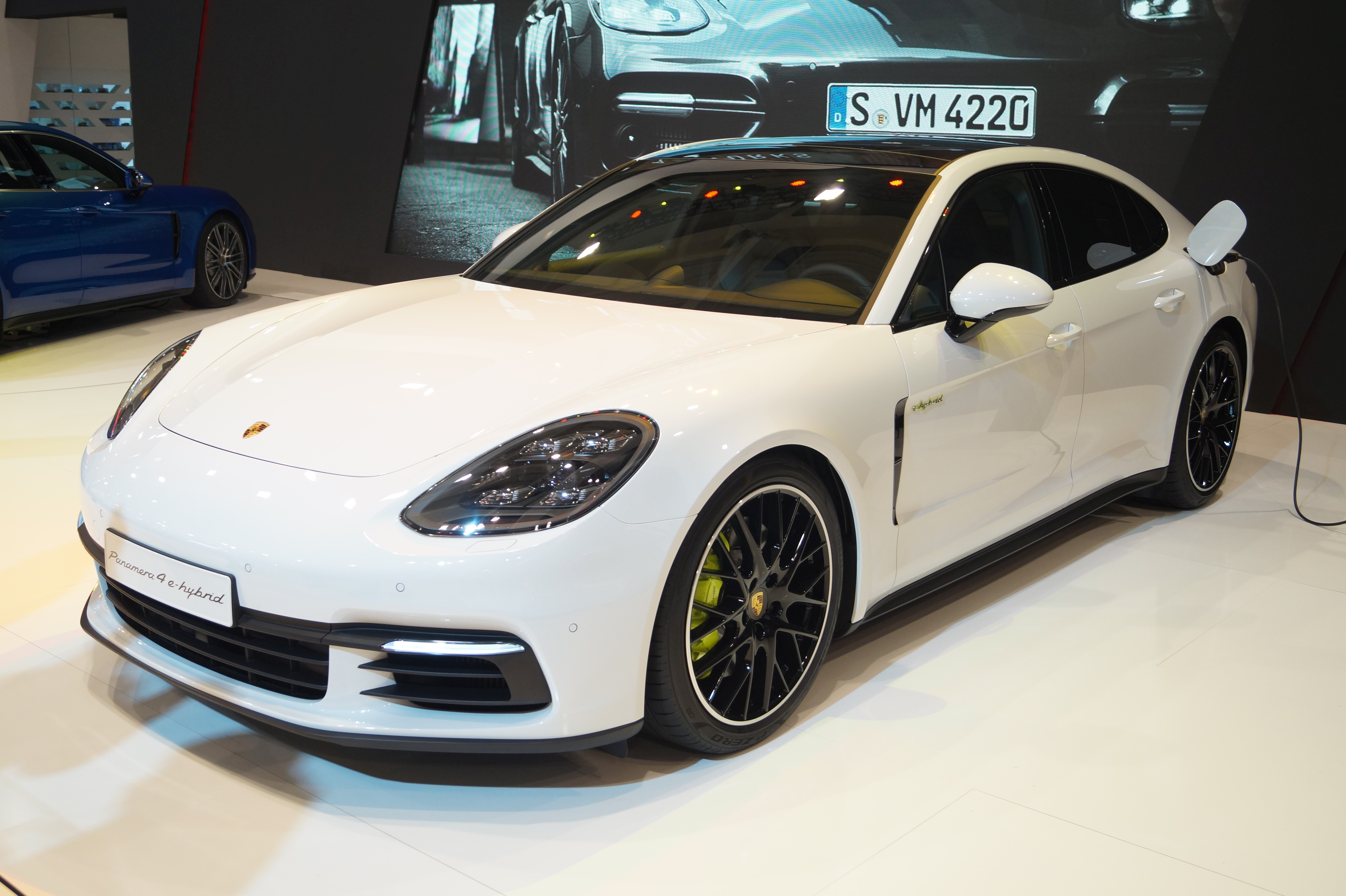
保時捷 Panamera 4 e-Hybrid
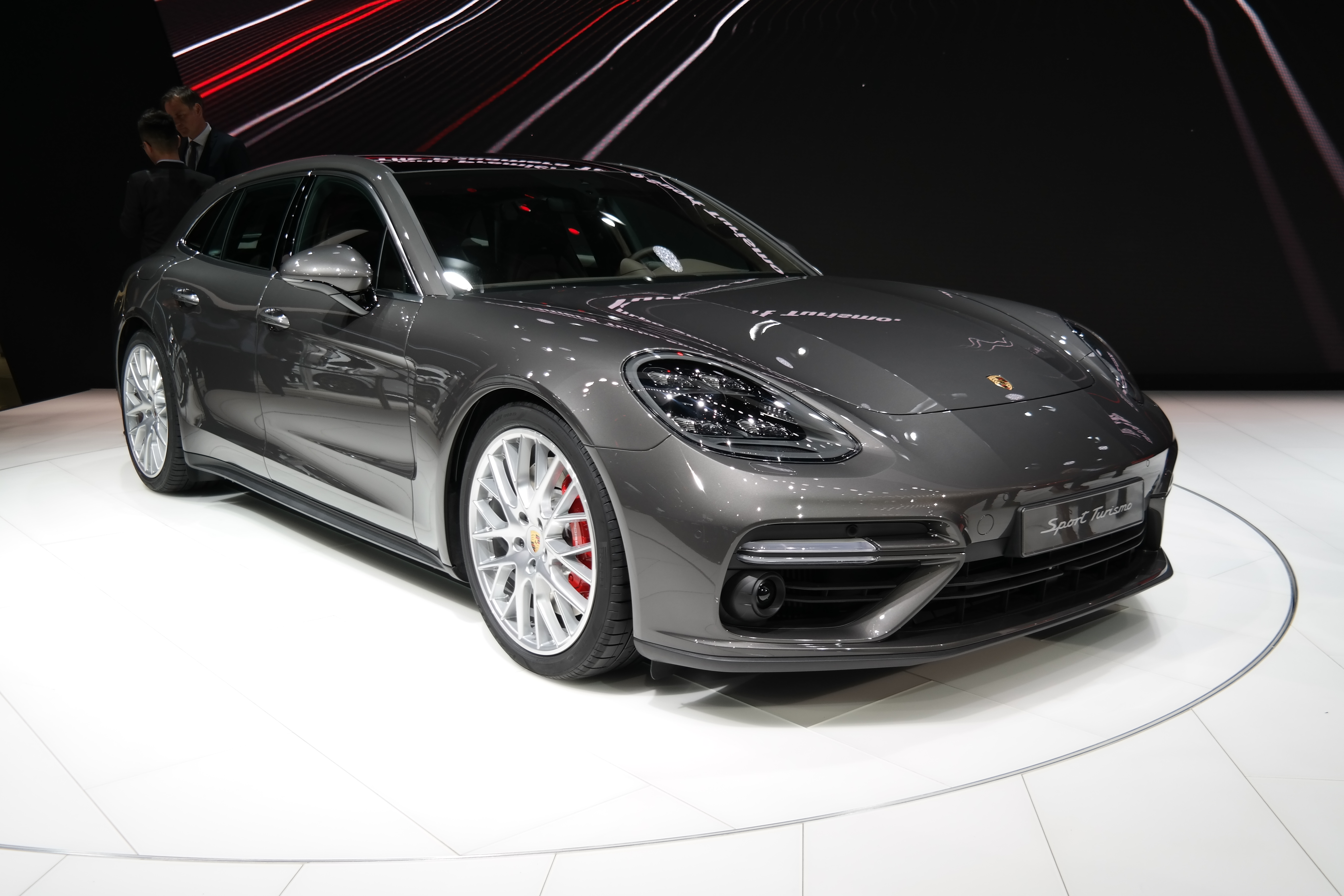
保時捷 Panamera Sport Turismo
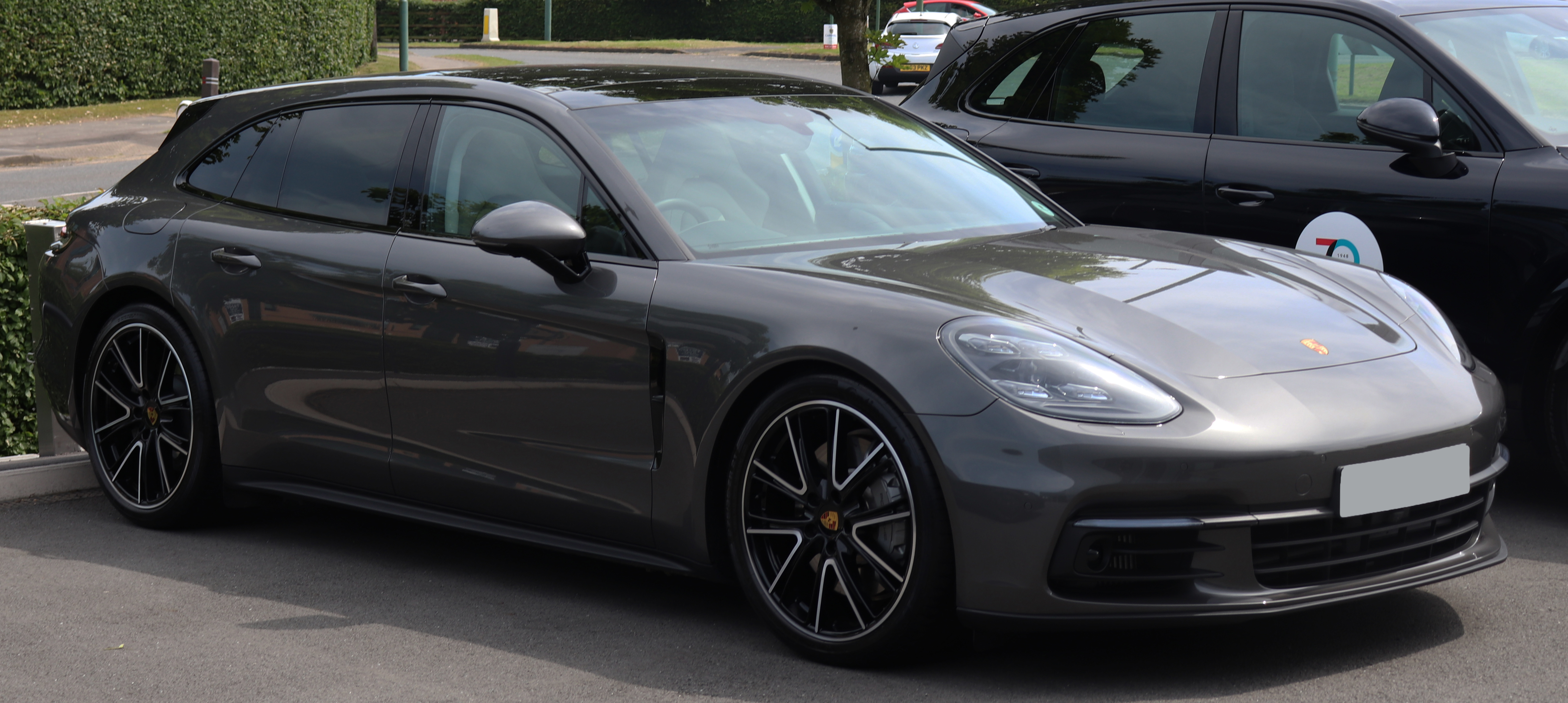
保時捷 Panamera 4S Sport Turismo
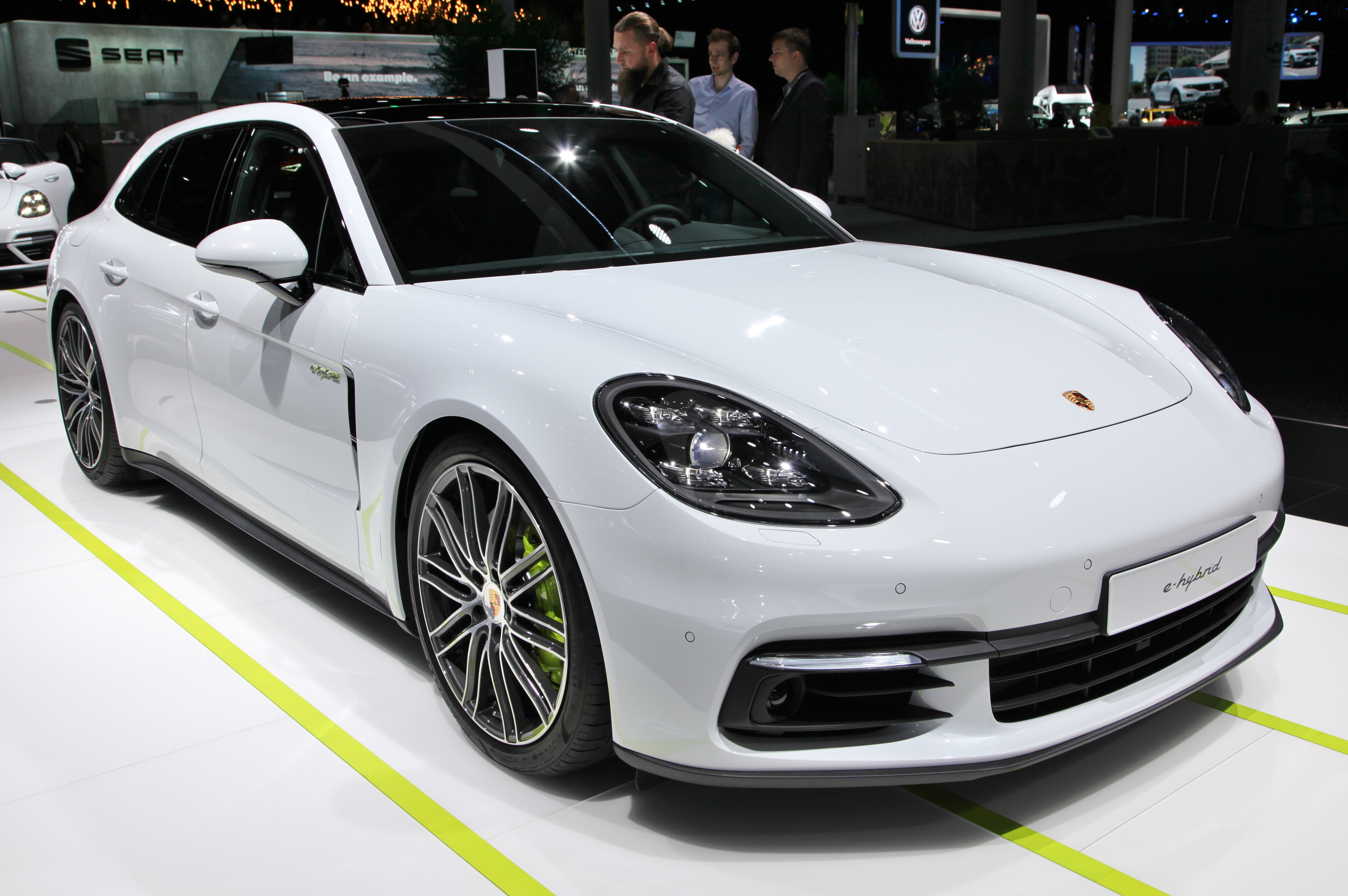
保時捷 Panamera Sport Turismo e-Hybrid
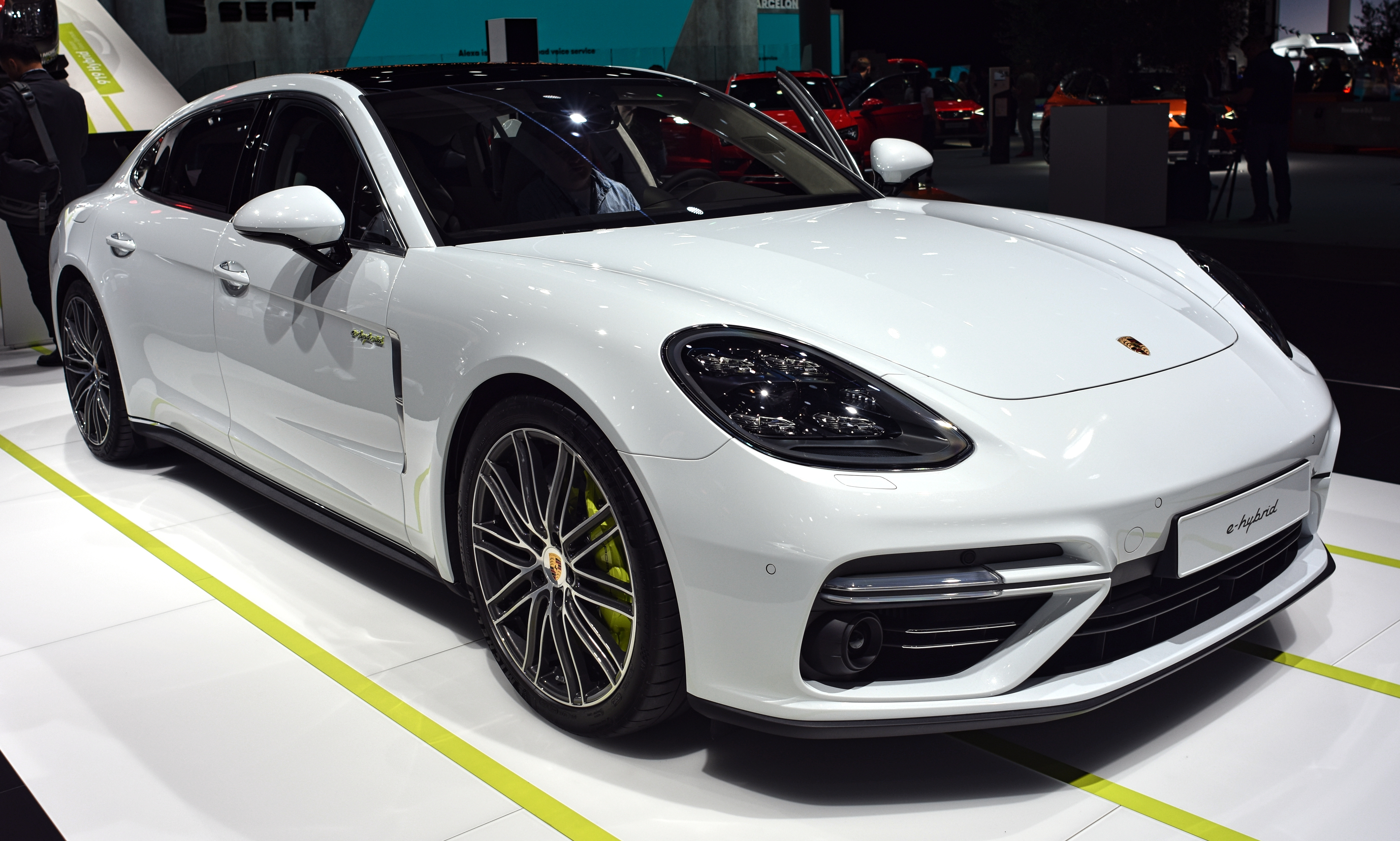
保時捷 Panamera Turbo S e-Hybrid

### 现有车型

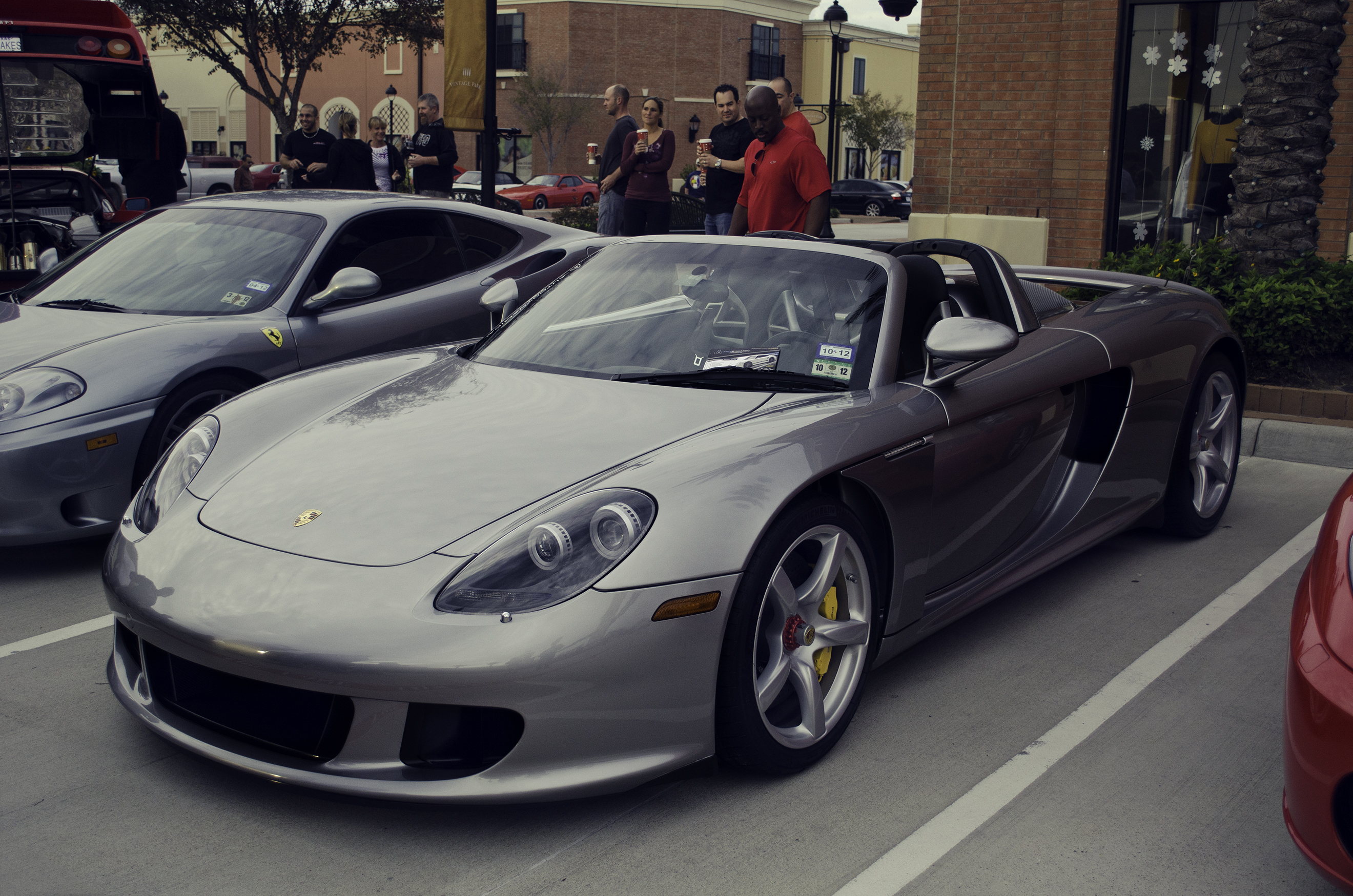
保時捷Carrera GT

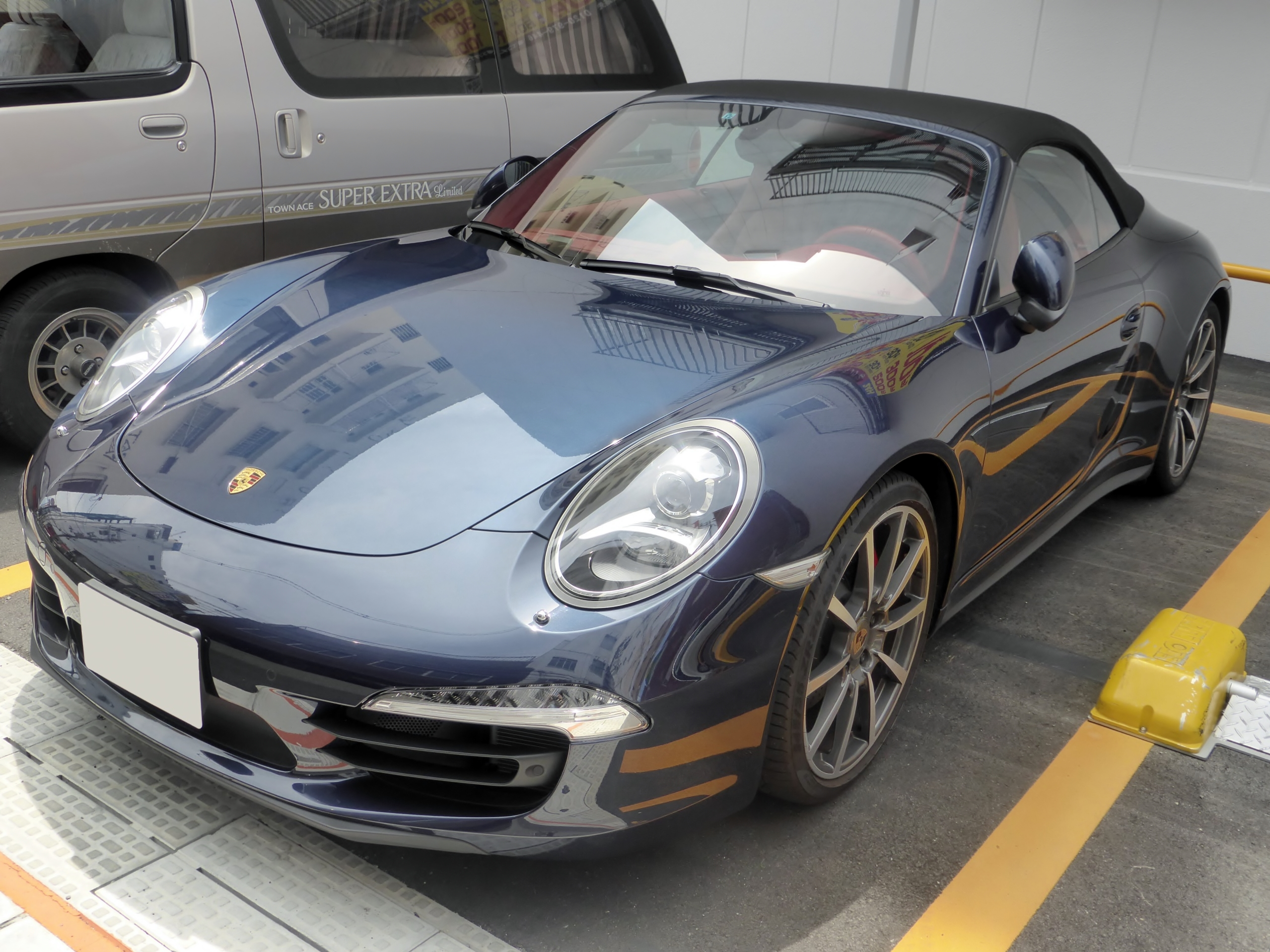
保時捷911深藍色

- 保时捷911
- 保時捷718
- 保時捷Panamera
- 保時捷Cayenne
- 保時捷Macan
- 保時捷Taycan

### 歷年車型
- 跑車
  - 保時捷356 1948-1965
  - 保時捷914 1969 – 1976
  - 保時捷928 1977 – 1995
  - 保時捷944 1982–1991
  - 保時捷968 1992–1995
  - 保時捷Cayman 2006–現在
  - 保時捷Taycan 2019–現在
- 911家族
  - 保時捷901 1964–1973
  - 保時捷930 1973-1989
  - 保時捷964 1989–1993
  - 保時捷993 1993–1998
  - 保時捷996 1999–2004
  - 保時捷997 2005–2011
  - 保時捷991 2012-2019
  - 保時捷992 2020-現在
- 敞篷車

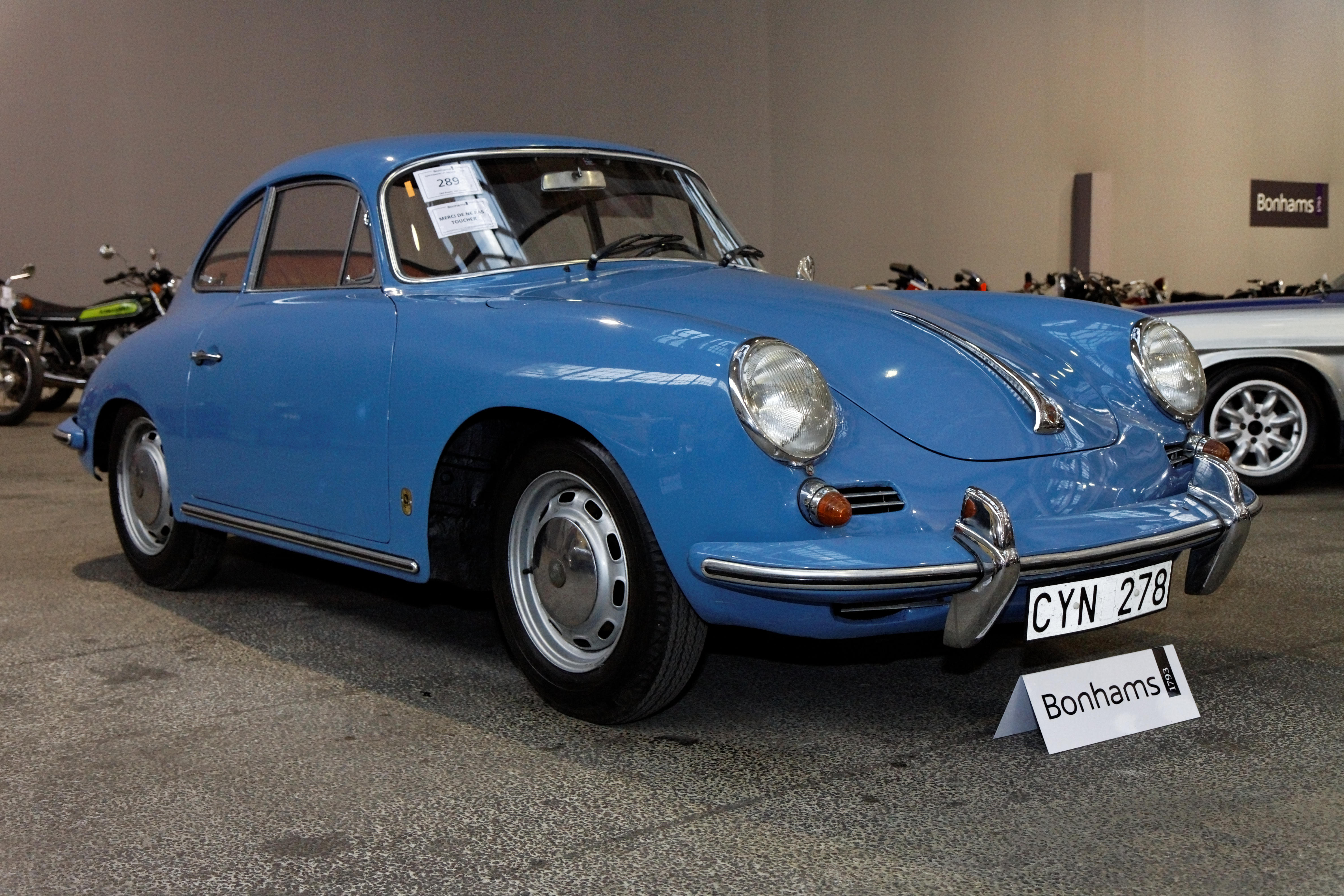
保時捷356

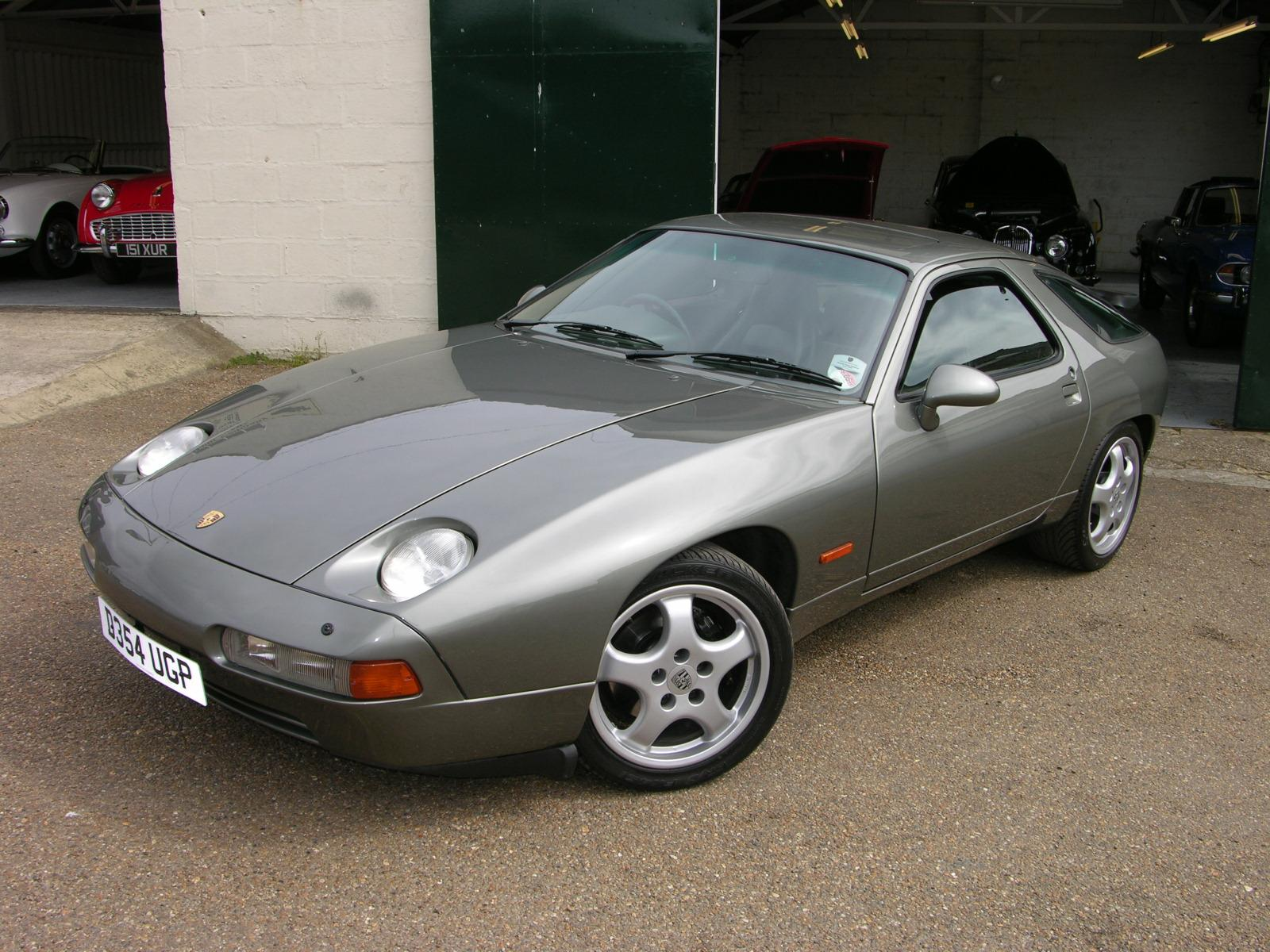
保時捷928

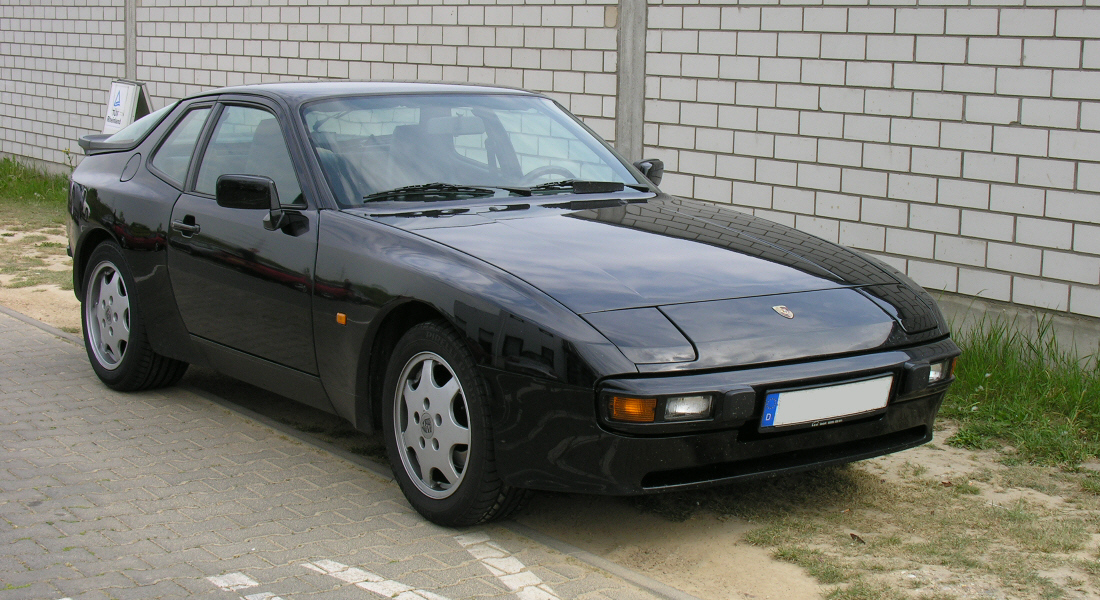
保時捷944

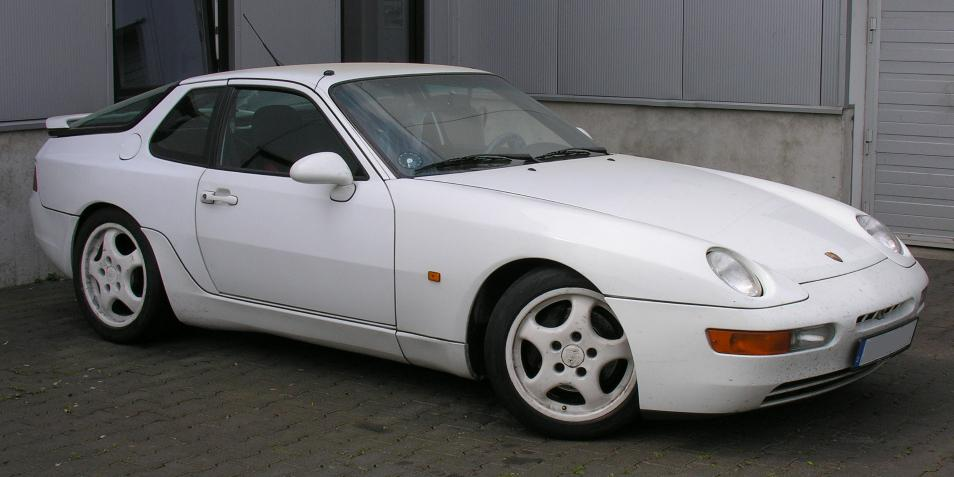
保時捷968

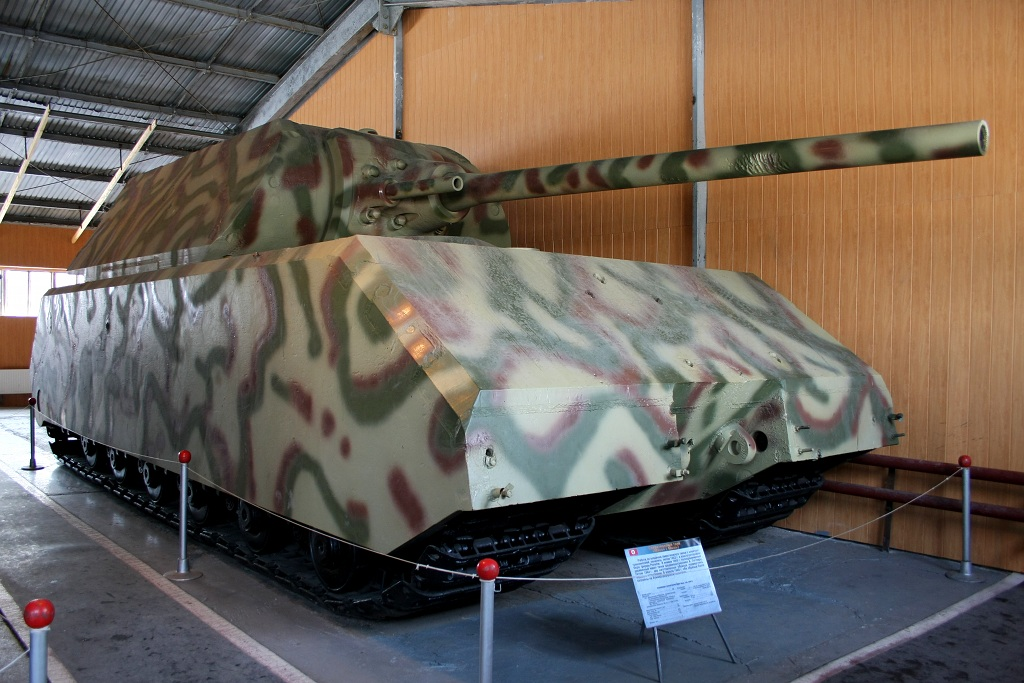
八號坦克鼠式

  - 保時捷Boxster986 1996–2003
  - 保時捷Boxster987 2003-2012
  - 保時捷Boxster981 2012–2016
  - 保时捷718（982）2016-现在

- 四門轎車
  - 保時捷Panamera 2009-現在

- 休旅車
  - 保時捷Cayenne955 2002–2006
  - 保時捷Cayenne957 2007–2010
  - 保時捷Cayenne958 2011-現在
  - 保時捷Macan 2014-現在

- 超級跑車
  - 保時捷959 1986–1990 (限量268部)
  - 保時捷911 GT1 (賽車限定) (民用限量25部)
  - 保時捷Carrera GT 2004-2006 (限量1,500部，實際生產1,270部)
  - 保時捷918 2013–2015

- 坦克
  - 六號戰車B型 (虎II戰車)（僅車體） 1943–1945
  - 八號坦克鼠式 (只得2部) 1945

## 外部連結
- 官方网站
- Porsche Automobil Holding SE – the top-tier parent company
- Euro parts giant （页面存档备份，存于）
- Porsche Newsroom （页面存档备份，存于） – Service by the Porsche Communication for journalists and the online community.
- Porsche Engineering （页面存档备份，存于）